# Séparation des pouvoirs
 (juillet 2021).
La mise en forme du texte ne suit pas les recommandations de Wikipédia : il faut le « wikifier ».
Les points d'amélioration suivants sont les cas les plus fréquents. Le détail des points à revoir est peut-être précisé sur la page de discussion.
- Les titres sont pré-formatés par le logiciel. Ils ne sont ni en capitales, ni en gras.
- Le texte ne doit pas être écrit en capitales (les noms de famille non plus), ni en gras, ni en italique, ni en « petit »…
- Le gras n'est utilisé que pour surligner le titre de l'article dans l'introduction, une seule fois.
- L'italique est rarement utilisé : mots en langue étrangère, titres d'œuvres, noms de bateaux, etc.
- Les citations ne sont pas en italique mais en corps de texte normal. Elles sont entourées par des guillemets français : « et ».
- Les listes à puces sont à éviter, des paragraphes rédigés étant largement préférés. Les tableaux sont à réserver à la présentation de données structurées (résultats, etc.).
- Les appels de note de bas de page (petits chiffres en exposant, introduits par l'outil «  Source ») sont à placer entre la fin de phrase et le point final[comme ça].
- Les liens internes (vers d'autres articles de Wikipédia) sont à choisir avec parcimonie. Créez des liens vers des articles approfondissant le sujet. Les termes génériques sans rapport avec le sujet sont à éviter, ainsi que les répétitions de liens vers un même terme.
- Les liens externes sont à placer uniquement dans une section « Liens externes », à la fin de l'article. Ces liens sont à choisir avec parcimonie suivant les règles définies. Si un lien sert de source à l'article, son insertion dans le texte est à faire par les notes de bas de page.
- La présentation des références doit suivre les conventions bibliographiques. Il est recommandé d'utiliser les modèles {{Ouvrage}}, {{Chapitre}}, {{Article}}, {{Lien web}} et/ou {{Bibliographie}}. Le mode d'édition visuel peut mettre en forme automatiquement les références.
- Insérer une infobox (cadre d'informations à droite) n'est pas obligatoire pour parachever la mise en page.

Pour une aide détaillée, merci de consulter Aide:Wikification.
Si vous pensez que ces points ont été résolus, vous pouvez retirer ce bandeau et améliorer la mise en forme d'un autre article.
La séparation des pouvoirs législatif, exécutif, judiciaire est un principe fondamental des démocraties représentatives. Au contraire, les régimes despotiques et dictatoriaux pratiquent une concentration des pouvoirs. Ces pouvoirs sont influencés par des contre-pouvoirs (associatifs, syndicats professionnels, lobbies, presses, opinion publique, etc.). L'indépendance et la séparation de ces pouvoirs est un idéal délicat quand bien même la bonne volonté est à l'œuvre. Dans sa constitution les grandes lignes de la séparation des pouvoirs sont définies répartissant les fonctions ou missions de l'État, en confiant leur exercice exclusif à différents corps ou élus, spécifiant les règles de leurs indépendances, et les moyens de protection des pressions.
Certaines instances consultatives d'état, plus ou moins indépendantes, par exemple en France le Conseil d’État, le médiateur de la République, le Défenseur des droits, la Cour des comptes ou l'Institut national de la statistique et des études économiques (Insee), ont aussi pour rôle de tempérer préventivement ou curativement, rechercher des solutions à des problèmes précis, donner de la hauteur aux dialogues entre parties, élaborer des quantifications, préparer des évolutions des règles. La séparation des pouvoirs ne concerne donc pas que l'État au sens strict, mais d'une manière générale tout organe chargé de trancher entre plusieurs parties, afin d'éviter les collusions et les conflits d'intérêts, et qui doit donc rechercher l'impartialité dans ses décisions.

## Principes et origine
La séparation des pouvoirs a été dans un premier temps théorisée par Thucydide[réf. nécessaire] puis par John Locke et enfin reprise par Montesquieu. Compte tenu des différences de régimes politiques que ces deux derniers connaissent - le premier étant en Angleterre (régime politique : Monarchie parlementaire), le second en France (régime politique : Monarchie absolue) - Montesquieu, après un voyage en Angleterre, va « importer » sa version de la séparation des pouvoirs.
La classification de Montesquieu définie dans De l'esprit des lois concerne en effet la limitation du pouvoir par le pouvoir : « pour qu’on ne puisse abuser du pouvoir, il faut que, par la disposition des choses, le pouvoir arrête le pouvoir » :
- le pouvoir législatif, confié à un parlement (ou législateur), à savoir, en France, l'Assemblée nationale jointe au Sénat ;
- le pouvoir exécutif, confié à un gouvernement composé d'un Premier ministre et des ministres, à la tête duquel se trouve un chef d'État ou de gouvernement. En France, l'intégralité du gouvernement est nommée et révocable par le Président ; le Premier ministre, lui, ne peut pas, en principe et d'après la lettre de la Constitution, être révoqué par ce dernier ;
- le pouvoir judiciaire, confié aux juridictions, même si d'après la Constitution française de 1958 on ne parle pas de « pouvoir » mais d'« autorité » judiciaire.
En France, le pouvoir judiciaire se subdivise en deux ordres juridiques distincts : d'une part l'ordre judiciaire (civil, commercial et pénal), chargé de trancher les litiges entre particuliers, d'autre part l'ordre administratif, compétent pour trancher les litiges opposant l'Administration et les particuliers. Pour éviter la confusion et inclure le juge administratif, l'on parle parfois en France de « pouvoir juridictionnel ».

Ce principe de séparation qui ne s'applique qu'au pouvoir politique, a remplacé le principe plus ancien et plus large de séparation qui distinguait et hiérarchisait dans l'ensemble de la vie sociale les fonctions religieuses ou spirituelles (culte, enseignement, culture, assistance) qui étaient attribuées au Clergé, les fonctions politiques (justice, armée, administration) qui étaient exercées par la Noblesse, et les fonctions économiques et financières. Cette séparation des trois ordres, qui existait chez les Gaulois ou les Romains, était l'expression d'une tradition constitutionnelle antérieure, la tripartition dans les sociétés indo-européennes.
Ainsi, comme le remarque Simone Goyard-Fabre, Montesquieu n'a pas spécialement théorisé la notion de séparation des pouvoirs, puisqu'il parle en réalité de limitation du pouvoir par le pouvoir.
La Constitution française, est l'une des rares où l'exécutif est mentionné avant le législatif, par contre les constitutions belge et suisse respectent la norme. En revanche, le judiciaire est invariablement le « troisième pouvoir » : à cet effet, Montesquieu considère le pouvoir judiciaire comme « la bouche de la loi », en deçà des pouvoirs exécutif et législatif.
Les expressions « quatrième pouvoir » et « cinquième pouvoir » sont parfois utilisées pour qualifier respectivement les institutions telles que le pouvoir médiatique et le pouvoir monétaire.
Les philosophes ont conclu à la nécessité de la séparation des pouvoirs afin de lutter contre l'oppression.

## Évolution du concept

### Chez les philosophes grecs

#### Platon:La RépubliqueetLes lois
Platon dans son livre La République estime que les gouvernements offrent cinq types de base (quatre étant des formes existantes et l'une étant la forme idéale de Platon, qui existe « seulement dans la parole ») :
- la démocratie : le gouvernement par le nombre ;
- oligarchie : le gouvernement par une minorité ;
- timocratie : le gouvernement par l'honneur ou évalués ;
- monarchie : le gouvernement par un seul ;
- philosocratie : le gouvernement par les philosophes (forme idéale du gouvernement selon Platon).

« Le législateur ne doit pas constituer de pouvoirs qui ne s’équilibrent pas du fait de leur mélange. […] La totale liberté et l’indépendance à l’égard de toute autorité sont inférieures à une autorité que d’autres autorités limitent et mesurent. » Lois, III, 693b, 698b.

#### Aristote: la classification des pouvoirs
Aristote (-384 à -322) compara, dans La Politique, les constitutions des différentes nations aux différentes époques de l'histoire. Il cherche à introduire plus de rationalité pour organiser la cité grecque. Comme son maître Platon, il était en partie un idéaliste, puisqu'il souhaitait créer une cité idéale ; mais sa méthode de travail reste fondée sur l'observation du réel (il était donc également un réaliste), ce qui lui permet de classer les différentes constitutions des cités, afin de les analyser et de les comparer.
« Dans tout État, il est trois parties, dont le législateur, s'il est sage, s'occupera, par-dessus tout, à bien régler les intérêts. Ces trois parties une fois bien organisées, l'État tout entier est nécessairement bien organisé lui-même ; et les États ne peuvent différer réellement que par l'organisation différente de ces trois éléments ».
Aristote distingue ainsi trois parties de l'État :
- l'assemblée générale délibérant sur les affaires publiques ;
- le corps des magistrats ;
- le corps judiciaire.

| Organe               | Terminologie moderne | Fonction                            |
| -------------------- | -------------------- | ----------------------------------- |
| Assemblée générale   | Parlement            | Délibère sur les affaires publiques |
| Corps des magistrats | Gouvernement         | Gouverne                            |
| Corps judiciaire     | Juge                 | Juge les différends                 |

L'apport d'Aristote n'est pas de proposer un mode de répartition des compétences dans l'État, mais de distinguer des composantes de celui-ci, afin de mieux comprendre son fonctionnement et pour qu'il soit bien organisé.
Cette répartition tripartite est une simple distinction fonctionnelle. Les pouvoirs sont intellectuellement classifiés mais en réalité aucunement séparés :
- l'assemblée peut siéger en tribunal ;
- les magistrats jugent en même temps qu'ils gouvernent.

La philosophie d'Aristote et Platon n'eut donc qu'une influence limitée sur la théorie de la séparation des pouvoirs. Leur philosophie illustre plutôt les prémisses de la balance des pouvoirs.

### Constitution romaine
Bien qu'il soit trop tôt pour parler de séparation des pouvoirs au sens strict, certaines périodes politiques romaines paraissaient avoir réalisé une saine distinction des pouvoirs. Le gouvernement romain, spécialement du gouvernement de la République romaine, avait une constitution mixte, un seul État avec des éléments de ces trois formes de gouvernement à la fois : la monarchie (sous la forme de ses dirigeants élus, les consuls), l'aristocratie (représentée par le Sénat), et de la démocratie (sous la forme d'assemblées populaires, tels que les comices centuriates). Dans une constitution mixte, chacune des trois branches du gouvernement vérifie les points forts et compense les faiblesses des deux autres.
A l'avènement de la République, on sépara le pouvoir religieux désormais attribué à un rex sacrorum (roi des sacrifices) du pouvoir politique, attribué à des magistrats élus, dont les principaux étaient consuls. Des collèges de prêtres (pontifes, flamines, augures...), eux aussi élus par le peuple, avaient la charge des cérémonies, prières et sacrifices, destinés à garantir à la Cité la pax deorum (paix des dieux). Le pouvoir politique républicain était cependant sacralisé, les magistrats devant dans les premiers temps faire l'objet, comme les rois, d'une cérémonie d'inauguratio.
Selon Montesquieu, « les lois de Rome avaient sagement divisé la puissance publique en un grand nombre de magistratures, qui se soutenaient, s’arrêtaient et se tempéraient l’une l’autre ; et, comme elles n’avaient, toutes, qu’un pouvoir borné, chaque citoyen était bon pour y parvenir. » - Considérations sur les causes de la grandeur des Romains et de leur décadence, chapitre XI.

### Balance des pouvoirs vue par les philosophes des Lumières
La balance des pouvoirs était une théorie médiévale anglaise selon laquelle le modèle anglais était l'un des meilleurs régimes car l'un des plus stables. La raison en était que la formation politique de la curia regis (cour du roi) représentait l'ensemble des institutions : le roi, accompagné de quelques conseillers juges, les lords et les représentants des bourgs et comtés (circonscriptions rurales et urbaines) : c'est-à-dire une répartition équilibrée entre le roi, les nobles et le peuple.
Cette théorie va être reprise entre les deux révolutions anglaises (milieu XVIIe siècle) par les philosophes des Lumières pour expliquer la distribution des pouvoirs entre ces trois organes de l'État.

#### Locke: reprise de la théorie médiévale de la balance des pouvoirs.

##### Contexte

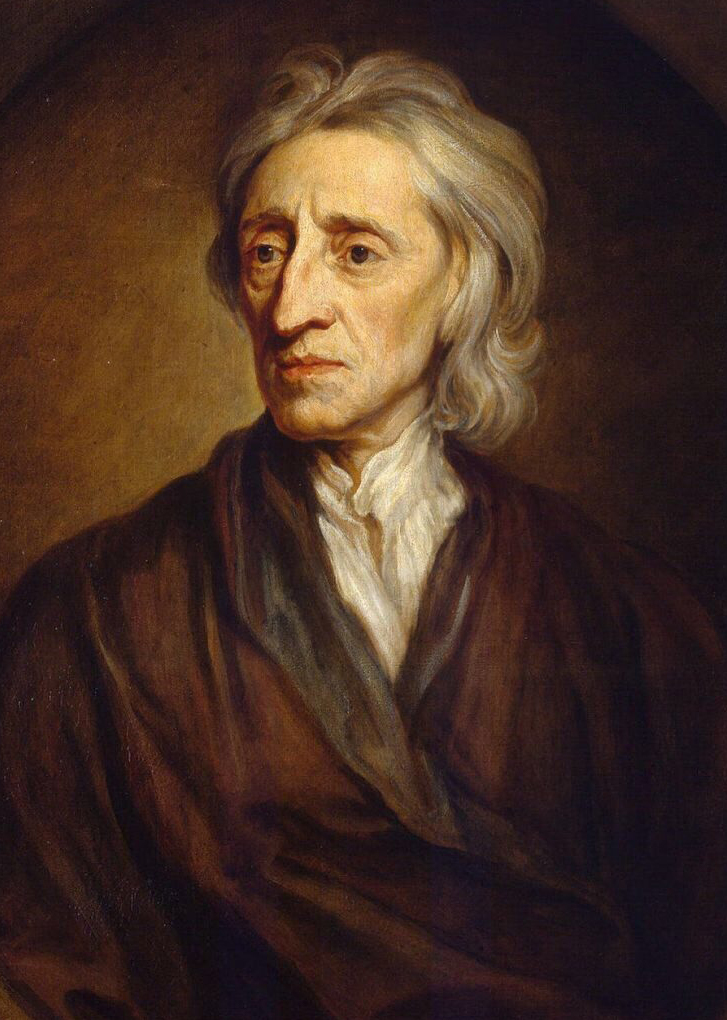
John Locke par Godfrey Kneller, 1697.

Au XVIIe siècle, en Angleterre, les institutions font face à des crises (les deux révolutions : Première Révolution anglaise 1641-1649 et Glorieuse Révolution 1688-1689), car le parlement, qui émerge lentement, s'oppose au roi qui tente de réaffirmer l'absolutisme. Ce faisant, le parlement désigne son homme de main Oliver Cromwell pour réorganiser les rangs de l'armée. Mais, face au refus du Parlement de juger le roi, Cromwell prend le pouvoir et instaure une dictature, qui amène à la condamnation à mort de Charles Ier par le Parlement croupion (Rump Parliament), réduit à une simple chambre d'enregistrement des actes ministériels.
Petit à petit, l'idée d'une certaine séparation des pouvoirs apparaît, car l'on ne veut pas :
- que le roi s'arroge le pouvoir du parlement (retour à l'absolutisme) ;
- ou au contraire que celui qui applique les lois soit l'homme de main du parlement.

La théorie médiévale de la balance des pouvoirs est alors reprise et réutilisée pour justifier une certaine séparation entre le législatif et l'exécutif.
À partir de cela, John Locke (1632-1704) va élaborer la première théorie d'une distribution (plutôt qu'une véritable séparation) des pouvoirs.
Son analyse est clairement liée au contexte historique de la rédaction de ses essais. Il justifie la Glorieuse Révolution (1688-1689), dirigée contre l’absolutisme des Stuart et qui a permis la limitation du pouvoir royal au profit du parlement anglais. Il plaide pour une monarchie qu'il qualifie de « contractuelle » (c'est-à-dire « constitutionnelle » au sens anglo-saxon, puisqu'il était l'un des premiers théoriciens du contrat social).
L'un des principaux axes de son œuvre est une réflexion sur les moyens étatiques pour établir la liberté des citoyens, en particulier les libertés économiques. Pour lui, la liberté ne peut exister que grâce à la conjonction de deux facteurs :
- si la monarchie est limitée par l'obligation du respect de certains droits constitutionnellement reconnus (respect du contrat social) ;
- et si le parlement exerce ses pouvoirs.

##### Contenu
John Locke, dans son second Traité du gouvernement civil (1690), a d'abord introduit trois formes de pouvoirs. Il distinguait :
- le pouvoir législatif qui crée les lois ;
- le pouvoir exécutif qui veille à l'exécution des lois ;
- le pouvoir fédératif ou confédératif (selon les traductions) qui mène les relations internationales, en particulier le pouvoir de faire la guerre, conclure des traités, établir des relations diplomatiques (il s'agit dans la Constitution française ou dans les monarchies constitutionnelles du domaine réservé du chef de l'État). Il qualifie ce pouvoir de « naturel ».

Traitant « Du pouvoir législatif, exécutif et confédératif d'un État » au chapitre XII, il constate « que le pouvoir législatif, et le pouvoir exécutif, se trouvent souvent séparés » et il place le premier au-dessus du second. Il commence le chapitre suivant en indiquant que « quand le pouvoir législatif et le pouvoir exécutif sont en différentes mains, comme cela se trouve dans toutes les monarchies modérées, et dans tous les gouvernements modérés… ».
| Pouvoir                   | Fonction                           |
| ------------------------- | ---------------------------------- |
| Législatif                | Crée les lois                      |
| Exécutif                  | Veille à l'exécution des lois      |
| Fédératif ou Confédératif | Mène les relations internationales |

##### Critiques
L'aspect intéressant est la dichotomie du pouvoir exécutif entre d'une part un pouvoir gouvernemental (appelé exécutif) qui exécute les lois et qui n'a pas d'attributions dans les domaines de la représentation étrangère et de la guerre, et d'autre part le pouvoir du chef de l'État (appelé fédératif) qui représente et fédère la nation pour assurer la paix et établir des bonnes relations avec les nations étrangères, la séparation entre un pouvoir exécutif qui gouverne et un pouvoir exécutif qui règne.
La doctrine de Locke (tout comme celle de Montesquieu par la suite) n'est pas celle d'une véritable séparation des pouvoirs  et ce, pour deux raisons :
- il y a seulement une distinction entre des pouvoirs qui collaborent. Le pouvoir législatif doit être clairement séparé des autres pouvoirs mais les pouvoirs exécutif et (con)fédératif doivent, eux, être réunis.
- il n'y a pas d'égalité entre eux ; la fonction législative est prééminente, sous réserve : 
  - des droits naturels et imprescriptibles reconnus au peuple  (Locke était l'un des piliers de la pensée naturaliste) ;
  - de la Prérogative royale, qui est le privilège laissé à l’exécutif (le roi) de trancher en cas de péril public, y compris en matière législative (Locke consacre ici la pratique des institutions anglaise).

#### Montesquieu: reprise de la philosophie de Locke
Montesquieu n'admet pas non plus une séparation, mais une simple distinction ou distribution des pouvoirs entre les puissances.

##### Contexte
L'œuvre politique principale de Montesquieu (1689-1755), président à mortier au Parlement de Bordeaux, est De l'Esprit des lois publiée en 1748 et sur laquelle il travaillait depuis 1734. Sa réflexion repose de façon très importante sur une analyse des régimes politiques des sociétés antiques et exotiques, mais il pose une définition très empirique des lois juridiques comme « des rapports nécessaires dérivant de la nature des choses ».
Il récuse l'absolutisme de Louis XIV qui consiste, selon lui, en la centralisation et la concentration de tous les pouvoirs dans les mains d'un seul. Au contraire, son analyse l'amène à justifier un modèle de société où les nobles, comme lui, retrouveraient un plus grand rôle politique.
Pour contribuer à sa théorie, Montesquieu prit pour exemple la monarchie britannique, dans laquelle se développait le parlementarisme depuis quelques années (Livre XI). Cependant, il n'a fait qu'étudier sommairement ce système monarchique[réf. nécessaire] ; de nombreuses erreurs de fait sont présentes dans son œuvre .

##### Contenu

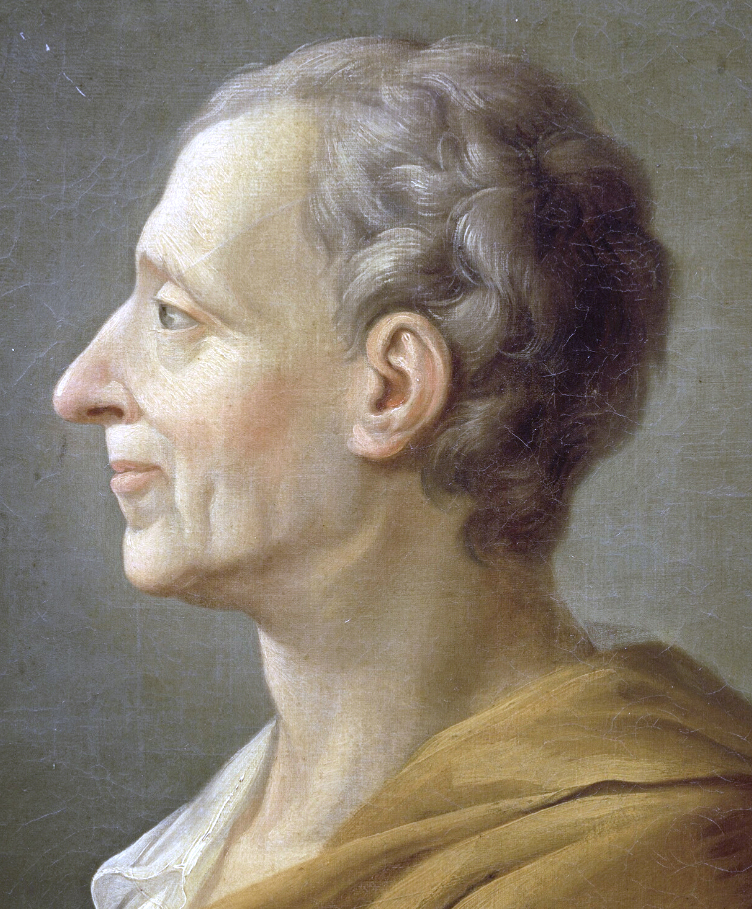
Montesquieu en 1728.

Le but de cette distinction est d'empêcher qu'une seule personne ou un groupe restreint de personnes concentrent excessivement en leurs mains tous les pouvoirs de l'État : « C'est une expérience éternelle, que tout homme qui a du pouvoir est porté à en abuser ; il va jusqu'à ce qu'il trouve des limites ».
Son objectif est d'instaurer la liberté ; celle-ci sera mieux à même d'être effective dans un système modéré. La séparation des pouvoirs est donc un moyen pour arriver à cette fin.
Il propose donc de distribuer les pouvoirs à différents organes, pour que les pouvoirs des uns limitent les pouvoirs des autres. Ces organes pouvant avoir des intérêts non convergents, il estime que les droits des sujets sont mieux garantis. L'établissement d'un régime despotique devient également plus difficile (quoique non impossible).
Reprenant Locke, il opère une distinction tripartite appelée Trias Politica :
- il conserve la fonction législative, exercée par la puissance législative, en proposant comme en Angleterre un parlement national unique avec deux chambres représentant deux corps : la noblesse et le peuple ;
- il fusionne les fonctions fédérative et exécutive de Locke, exercées par la puissance exécutive, le monarque ;
- il considère comme une troisième fonction : la fonction judiciaire, qui ne doit pas être identifiée à un corps social particulier et qui doit appliquer la loi et non exprimer une opinion particulière.

« Il y a, dans chaque État, trois sortes de pouvoir : la puissance législative, la puissance exécutrice des choses qui dépendent du choix des gens et la puissance exécutrice de celles qui dépendent du droit civil. […] Lorsque, dans la même personne ou dans le même corps de magistrature, la puissance législative est réunie à la puissance exécutrice, il n'y a point de liberté ; […] il n'y a point encore de liberté, si la puissance de juger n'est pas séparée de la puissance législative et de l'exécutrice ».
Au sein du pouvoir législatif, Montesquieu a par ailleurs théorisé la division du pouvoir législatif en deux chambres (bicamérisme).
Pour lui, le bicamérisme est une condition essentielle à la théorie de l'équilibre des pouvoirs, c'est-à-dire lorsque « le pouvoir arrête le pouvoir».
| Fonction                                                                                         | Corps social identifié                                                         |
| ------------------------------------------------------------------------------------------------ | ------------------------------------------------------------------------------ |
| Fonction législative (crée les lois)                                                             | Parlement bicaméral : chambre basse (le peuple) et chambre haute (la noblesse) |
| Fonctions exécutive et fédérative (exécution des lois et conduite des relations internationales) | Roi                                                                            |
| Fonction judiciaire (applique les lois)                                                          | Pas d'identification (tirage au sort)                                          |

Sa théorie fait plutôt référence à une distribution des pouvoirs qui assure un équilibre entre les institutions. Ces puissances vont « de concert » : les organes sont séparés mais leurs fonctions peuvent être partagées (séparation organique mais non fonctionnelle).
Chacun d'entre eux a à la fois la faculté de statuer et d'empêcher : « J'appelle faculté de statuer, le droit d'ordonner par soi-même ou de corriger ce qui a été ordonné par un autre. J'appelle faculté d'empêcher, le droit de rendre nulle une résolution prise par quelqu'un d'autre ».
Dans l'esprit de Montesquieu, seule la puissance de juger doit être séparée des autres pouvoirs, car la justice doit être indépendante. Cela permet d'éviter le risque toujours présent d'un retour au despotisme (absolutisme royal), vu que l'exécutif et le législatif ne sont pas séparés mais simplement distribués entre le roi et les chambres.
Toutefois, Montesquieu préconise que le pouvoir judiciaire ne soit pas une institution permanente. En effet, « la puissance de juger ne doit pas être donnée à un sénat permanent, mais exercée par des personnes tirées du corps du peuple, dans certains temps de l'année, de la manière prescrite par la loi, pour former un tribunal qui ne dure qu'autant que la nécessité le requiert ».
Ainsi, Montesquieu envisageait :
- pour l'exécutif,
  - vis-à-vis du législatif, le roi peut approuver (par la sanction royale) ou rejeter une loi (par l'usage du droit de veto, c'est-à-dire la faculté d'empêcher le législatif) ;
  - vis-à-vis du judiciaire : Montesquieu prévoit la possibilité d'un pouvoir judiciaire (arrestation) confié à l’exécutif par le législatif, pour un temps très court, en cas de possibilité d’atteinte grave à l’État ;
- pour le législatif,
  - vis-à-vis de l'exécutif, il peut contrôler l’application des lois qu’il a votées (faculté d'empêcher l'exécutif) ;
  - vis-à-vis de la fonction juridictionnelle :
    - le législatif est le seul à pouvoir accorder l’amnistie (suppression du caractère illégal d'un acte) ;
    - le législatif peut s’ériger en tribunal en deux circonstances particulières :
      - en matière de procès pénal, les nobles ne peuvent être jugés que par leurs pairs ;
      - en matière de procès politique, la chambre basse accuse et la chambre haute juge (procédure de l'impeachment qui s'était développée en Grande-Bretagne).

N.B. : Il faut rappeler qu'en France sous l'Ancien Régime, il n'y avait pas comme en Angleterre un parlement national, mais des parlements qui étaient d'abord et essentiellement des cours de justice de dernier ressort, sans pouvoir législatif autre que celui de faire une synthèse de la jurisprudence dans leur ressorts. Composés exclusivement de magistrats professionnels titulaires de charges inamovibles, ces parlements n'avaient aucun caractère de représentativité et exerçaient leur pouvoir en vertu d'une délégation de l'autorité royale. À la fin du règne de Louis XIV et pendant le règne de Louis XV, il existait chez les membres des différents parlements de France un mouvement puissant, appelé fronde parlementaire ou jansénisme parlementaire, qui exigeait la fusion de tous les parlements en un parlement unique et qui revendiquait un pouvoir législatif qui s'exercerait au nom de la nation française.
L'exemple qu'il choisit pour illustrer ses propos est la Grande-Bretagne, où le Roi, la chambre des Communes et la chambre des Lords participent à la fonction législative mais la chambre des Communes est la seule à statuer, tandis que les deux autres pouvoirs empêchent.
De plus, selon lui, la Grande-Bretagne est une quasi république, car la puissance judiciaire se contenterait d'être la bouche du roi en raison de son inexistence institutionnelle permanente (la fonction de juge est exercée par des jurys renouvelés) : « Des trois pouvoirs, celui de juger est en quelque façon nul ». Cela est faux historiquement, puisqu'il y a eu de grandes constructions jurisprudentielles en Grande-Bretagne .

« Il y a dans chaque état trois sortes de pouvoirs, la puissance législative, la puissance exécutrice des choses qui dépendent du droit des gens, & la puissance exécutrice de celles qui dépendent du droit civil.
Par la premiere, le prince ou le magistrat fait des lois pour un temps ou pour toujours, & corrige ou abroge celles qui sont faites. Par la seconde, il fait la paix ou la guerre, envoie ou reçoit des ambassades, établit la sureté, prévient les invasions. Par la troisieme il punit les crimes, ou juge les différents des particuliers. On appellera cette derniere la puissance de juger ; & l’autre, simplement la puissance exécutrice de l’état. »

— De l'esprit des lois, Livre XI.
Montesquieu argumente que chaque Pouvoir ne devrait exercer que ses propres fonctions, c'était assez explicite ici :

« Lorsque dans la même personne ou dans le même corps de magistrature, la puissance législative est réunie à la puissance exécutrice, il n’y a point de liberté ; parce qu’on peut craindre que le même monarque ou le même sénat ne fasse des lois tyranniques, pour les exécuter tyranniquement.
Il n’y a point encore de liberté, si la puissance de juger n’est pas séparée de la puissance législative & de l’exécutrice. Si elle étoit jointe à la puissance législative, le pouvoir sur la vie & la liberté des citoyens seroit arbitraire ; car le juge seroit législateur. Si elle étoit jointe à la puissance exécutrice, le juge pourroit avoir la force d’un oppresseur.
Tout seroit perdu, si le même homme, ou le même corps des principaux, ou des nobles, ou du peuple, exerçoient ces trois pouvoirs : celui de faire des lois, celui d’exécuter les résolutions publiques, & celui de juger les crimes ou les différents des particuliers. »

— De l'esprit des lois, Livre XI
La séparation des pouvoirs exige une source différente de légitimation, ou un acte différent de légitimation provenant de la même source, pour chacune des puissances distinctes. Si le pouvoir législatif nomme les pouvoirs exécutif et judiciaire, comme l'a indiqué Montesquieu, il n'y aura pas de séparation ou de partage des pouvoirs, puisque le pouvoir de nomination comporte le pouvoir de révoquer.

« La puissance exécutrice doit être entre les mains d’un monarque ; parce que cette partie du gouvernement, qui a presque toujours besoin d’une action momentanée, est mieux administrée par un que par plusieurs ; au lieu que ce qui dépend de la puissance législative, est souvent mieux ordonné par plusieurs, que par un seul.
Que s’il n’y avoit point de monarque, & que la puissance exécutrice fût confiée à un certain nombre de personnes tirées du corps législatif, il n’y auroit plus de liberté ; parce que les deux puissances seroient unies, les mêmes personnes ayant quelquefois, & pouvant toujours avoir part à l’une & à l’autre. »

— De l'esprit des lois, Livre XI

##### Critique
- En ce qui concerne le législatif et l'exécutif, Montesquieu n'a jamais employé le terme de « séparation » ; il prône une collaboration et une distribution de ces deux pouvoirs, pas une opposition des organes (il parle « de combinaison, de fusion et de liaison des pouvoirs »). Cette distribution n'est donc qu'organique ; les fonctions sont mélangées, l'objectif étant un contrôle mutuel des pouvoirs, afin d'empêcher le despotisme[9].
- De même, on voit mal l'intérêt d'une nouvelle catégorie de pouvoir, le judiciaire, qui applique les lois. Cette puissance ne peut être (et n'a jamais été) au même niveau que les deux autres. Il faut par ailleurs rappeler que Montesquieu était magistrat. Le refus de Montesquieu d'identifier cette fonction à un corps social particulier signifie seulement en pratique qu'elle n'appartient pas seulement aux nobles de robe, mais à l'ensemble des corps intermédiaires : tous les privilégiés (noblesse d'épée, prêtres et villes bourgeoises dans une moindre mesure).

Le but de Montesquieu est de faire du juge, et donc des intermédiaires, une institution permanente, une puissance visible ayant une vraie marge de manœuvre en ce qui concerne l'application de la loi, justifiant cette position par le fait que les lois sont complexes et qu'il faut articuler les différents droits.
Mais Montesquieu lui-même reconnaît que cette nouvelle catégorie de pouvoir n'est pas l'égale des deux autres. « Qui ne voit, messieurs, à la lecture de ce passage que Montesquieu n'a fait qu'une subdivision de la puissance exécutrice en « puissance exécutrice des choses qui dépendent du droit des gens et puissance exécutrice des choses qui dépendent du droit civil. » C'est cette seconde qu'il appelle puissance de juger ou pouvoir judiciaire et certes ce n'est pas un troisième pouvoir primitif indépendant et distinct du pouvoir exécutif ».
En ce qui concerne les libertés individuelles, la conception de Montesquieu se limitait surtout au respect de la loi et plus particulièrement des privilèges (« lois privées »). Les nobles et autres corps intermédiaires étant ceux qui avaient le plus d'intérêt à la sauvegarde des libertés, il leur revenait de les protéger contre l'absolutisme royal (idée reprise de la philosophie de Locke, pour qui le propriétaire [terrien], ayant le plus de liberté, est celui le mieux à même de défendre la liberté de tous ; il justifiait donc par là même le fait que seuls les propriétaires pussent voter, c'est-à-dire l'usage du suffrage censitaire).
Sa vision n'a donc rien de démocratique, puisque l'objectif de sa pensée est un retour à une société archaïque où les nobles auraient le pouvoir (l'analyse sociologique de la philosophie de Montesquieu a notamment été faite par Althusser , voir infra). L'aboutissement de la distinction des puissances est donc, pour lui, la décentralisation (retour au pouvoir des seigneurs locaux au détriment du roi). Cette idée d'un mode de répartition du pouvoir à différents niveaux territoriaux a souvent été reprise, notamment par Tocqueville.

### Rousseau: l'intermédiaire

#### Contexte
Jean-Jacques Rousseau (1712-1778) est au carrefour des philosophies. Grandement influencé par les philosophes classiques, en particulier Hobbes, Locke et Montesquieu , ainsi que par Machiavel, il est aussi un précurseur de l'idée révolutionnaire.
Il en résulte une philosophie hybride toute en nuances.
Son point de départ est une réflexion sur la nature de la souveraineté.

#### Contenu

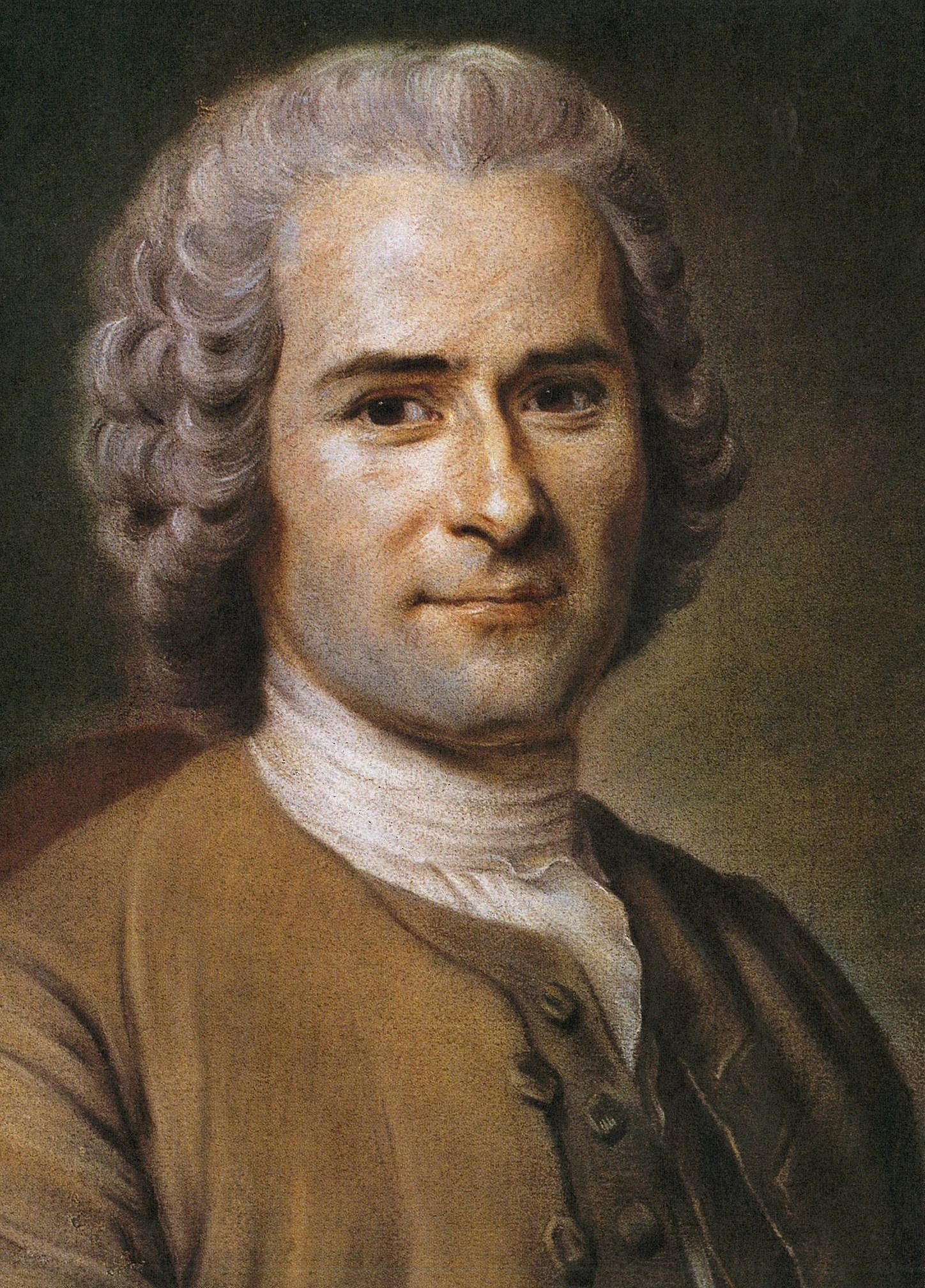
Jean-Jacques Rousseau

Rousseau préconisa également le rejet du cumul de la fonction exécutive et législative par un même organe : « il n'est pas bon que celui qui fait les lois les exécute, ni que le corps du peuple détourne son attention des vues générales pour les donner aux objets particuliers ».
Il fit une étude plus poussée sur les formes d'imbrication des composantes de l'État dans l'une de ses dernières œuvres, Considérations sur le gouvernement de Pologne, qu'il écrivit entre 1771 et 1772 pour le compte de propriétaires terriens polonais qui souhaitaient établir une constitution.
Il se posa la question de savoir par quels moyens éviter la dictature (confusion des pouvoirs au profit de l'exécutif), c'est-à-dire comment conserver la puissance législative.
Pour étayer sa théorie, il analysa le régime de la Pologne. Selon lui, deux moyens furent utilisés en Pologne :
- la division de la puissance exécutive ;
- le rapide passage entre différentes mains de cette puissance, qui empêche une appropriation personnelle du pouvoir.

Par conséquent, « la puissance exécutive, ainsi divisée et passagère, sera plus subordonnée à la législative ».
Néanmoins, il ne recommanda pas ce système, car selon lui « si [les parties de l'exécutif] sont trop séparées, elles manqueront de concert, et bientôt, se contrecarrant mutuellement, elles useront presque toutes leurs forces les unes contre les autres, jusqu'à ce qu'une d'entre elles ait pris l'ascendant et les domine toutes… ».
Ainsi, s'il est impossible de gouverner à cause de la trop grande fragmentation du puissance exécutive, l'un des détenteurs de cette puissance s'imposera comme pouvoir unificateur sur tous les autres et ce sera alors la dictature.
Rousseau prôna ainsi le modèle :
- où il doit y avoir une spécialisation des fonctions : « C'est un vice dans la Constitution polonaise que la législation et l'administration n'y soient pas assez distinguées, et que la Diète exerçant le pouvoir législatif y mêle des parties d'administration, fasse indifféremment des actes de souveraineté et de gouvernement… » ;
- mais où l'exécutif doit être dépendant du législatif pour éviter la dictature : « Pour que l'administration soit forte, bonne et marche bien à son but, toute la puissance exécutive doit être dans les mêmes mains: mais il ne suffit pas que ces mains changent ; il faut qu'elles n'agissent, s'il est possible, que sous les yeux du Législateur, et que ce soit lui qui les guide. Voilà le vrai secret pour qu'elles n'usurpent pas son autorité ». Cette dépendance n'est pas réciproque, puisqu'il ne recommande en aucun cas que le législatif soit dépendant de l'exécutif.

#### Critique
Rousseau prend pour point de départ de son analyse le fait qu'il est nécessaire d'éviter la dictature . Il ne prend donc pas en compte le danger inverse des régimes d'assemblée (confusion des pouvoirs au profit du législatif), car l'assemblée est détentrice de la volonté générale, qui « présente certains caractères qui font qu'elle ne saurait ni errer ni opprimer ».
Il ne prône pas un démembrement de la souveraineté entre différents pouvoirs indépendants, mais une simple séparation des fonctions qui résulte d'une nécessité pratique : le fait que les fonctions d'exécution ne peuvent être confiées à l'ensemble des citoyens. Toutefois, le groupe restreint chargé de ces fonctions, le gouvernement, doit rester subordonné à l'assemblée , seule souveraine ; il ne s'agit donc pas d'un véritable pouvoir pour Rousseau[réf. nécessaire].

### Sieyès et les juristes duXIXesiècle: la séparation des pouvoirs

#### Contexte

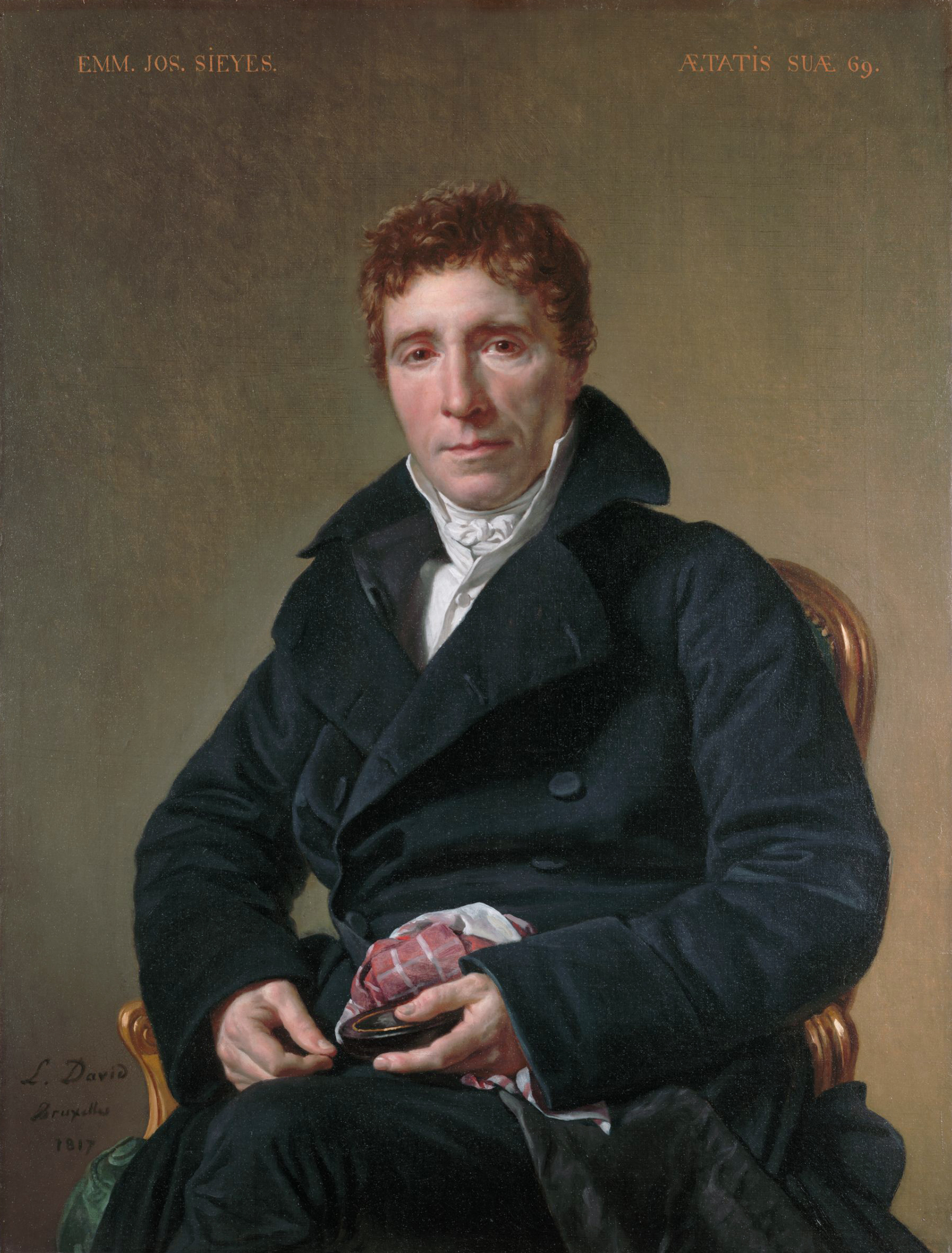
Emmanuel-Joseph Sieyès

Au début du XVIIIe siècle, en Grande-Bretagne, Henri Saint Jean de Bolingbroke (1678-1751) donne une valeur constitutionnelle (donc s'imposant aux différentes institutions étatiques, en particulier le roi) au principe d'indépendance mutuelle des pouvoirs (couronne, chambre des communes et chambre des lords). Cette théorie sera reprise par la suite par les colons américains lorsqu'ils élaboreront la Constitution fédérale des États-Unis.
Cependant ce n'était encore qu'un simple principe, pas une théorie juridique d'une véritable séparation des pouvoirs étatiques. L'abbé Sieyès, dans la manière dont il a rédigé les textes constitutionnels sous la Révolution française (Constitutions de 1791 et 1793), et à sa suite, des spécialistes du droit public de la seconde moitié du XIXe, comme Léon Duguit ou Adhémar Esmein, ont élaboré une telle théorie.

#### Contenu
Reprenant et déformant Montesquieu, il va séparer les trois pouvoirs exécutif, législatif et judiciaire, en empêchant que les uns aient une influence sur les autres.
Deux caractéristiques se recoupent dans ces doctrines :
- la spécialisation des pouvoirs : chaque pouvoir a le monopole de sa fonction ;
- l'indépendance des pouvoirs : tant pour leur mode de désignation que pour leur fonctionnement.

En pratique, cela se traduit par le fait que :
- il existe trois pouvoirs, le législatif, l'exécutif et le judiciaire. Ces pouvoirs sont monopolisés par un organe de l'État, c'est-à-dire, respectivement :
  - la ou les assemblées représentatives font les lois (législatif),
  - le chef de l'État et / ou de gouvernement et le gouvernement exécutent les lois (exécutif),
  - les juridictions appliquent les lois pour régler les différends (judiciaire).
- l'indépendance des pouvoirs a une traduction pratique à la fois dans leur genèse, mais également dans leur mort :
  - les pouvoirs doivent avoir une origine, donc une légitimité, distincte, puisque :
    - la ou les assemblées résultent d'un vote du peuple,
    - le gouvernement résulte du roi (chef d'État), qui est inamovible et hérite de sa fonction,
    - tandis que les juges sont nommés généralement de l'exécutif. Cependant, à la Révolution française, sur le modèle de la révolution américaine, a été envisagé un système où les juges seraient élus localement.

  - il n'existe pas de point de contact entre les pouvoirs, pas de poids ni de contrepoids, ce qui signifie qu'il n'existe ni pouvoir de dissolution de la ou des assemblées par le gouvernement, ni de question de confiance qui permettrait au parlement de renverser le gouvernement, et que le pouvoir judiciaire est indépendant, c'est-à-dire irrévocable par l'un ou l'autre du pouvoir législatif ou du pouvoir exécutif.

#### Critique
Selon le juriste Raymond Carré de Malberg, la séparation des pouvoirs, telle que redéfinie par Sieyès, n'existe nulle part en pratique (même dans les régimes présidentiels à séparation stricte, voir infra, les États-Unis), car une séparation aussi rigide ne peut fonctionner.
Selon lui, la séparation des pouvoirs est conditionnée par leur équilibre entre eux. Dans cette théorie classique, comme les pouvoirs sont complètement séparés, ils ne peuvent se faire équilibre car il n'y a pas de point de contact entre eux (responsabilité gouvernementale ou dissolution de l'assemblée). Un équilibre des pouvoirs supposerait donc que les fonctions exercées soient équivalentes par nature et qu'elles restent ainsi (un pouvoir subordonné ne pouvant jamais arrêter un pouvoir supérieur, les pouvoirs doivent être de force strictement égale si l'on veut un quelconque équilibre).
Or, l’activité de faire les lois n’est pas équivalente à celle qui consiste à les exécuter. L’exécution est, par définition, subordonnée à la législation. De même, le pouvoir judiciaire n'a jamais été l'équivalent des deux autres, même dans la conception la plus poussée de Montesquieu.

##### Bilan de la classification antique par Hobbes

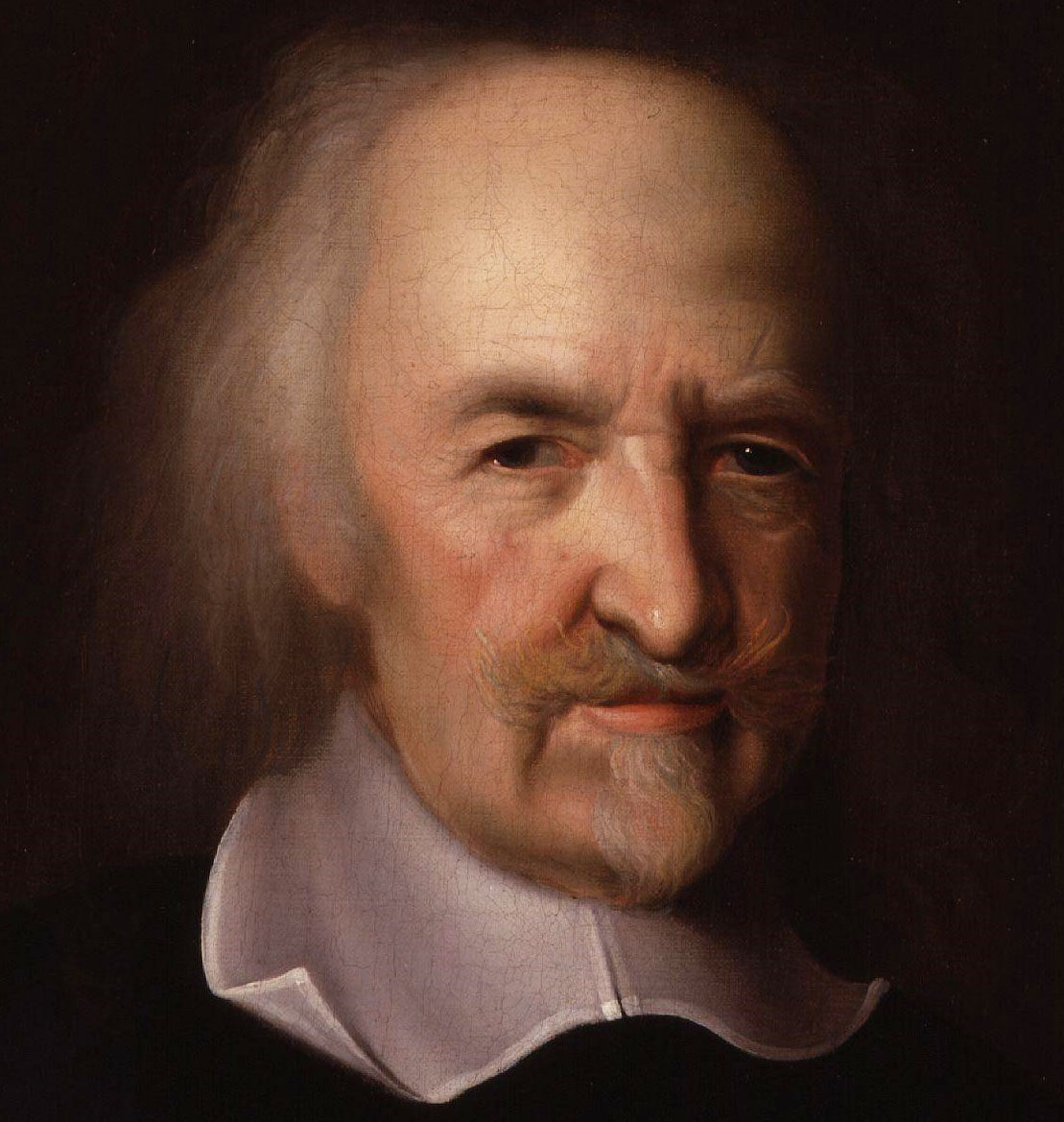
Thomas Hobbes

Le modèle typique antique fut simplifié par Thomas Hobbes (1588-1679) : « La différence qui existe entre les Républiques [gouvernements] repose sur celle qui se trouve entre leurs souverains ». Il en résulte une classification tripartite entre :
- la monarchie : le gouvernement d'un seul ;
- l'aristocratie : le gouvernement de plusieurs : « C’est l’assemblée d’une partie seulement de l’ensemble » ;
- la démocratie (qu'il appelle également république populaire) : le gouvernement de tous : « C’est l’assemblée de tous qui voudront part à la réunion ».

| Nature du régime | Base du gouvernement      |
| ---------------- | ------------------------- |
| Monarchie        | Gouvernement d'un seul    |
| Aristocratie     | Gouvernement de plusieurs |
| Démocratie       | Gouvernement de tous      |

#### Montesquieu: classification des régimes selon les gouvernés
Montesquieu va essayer de présenter une nouvelle classification des régimes politiques. Ce faisant, il va être amené à prendre comme point de départ les gouvernés. Plus précisément, son modèle de classification répond à la question : « les gouvernés peuvent-ils jouir de leurs libertés ? ».
Son modèle est donc le suivant :
- despotisme (on dirait aujourd'hui une dictature) : pas de séparation des pouvoirs, donc pas de liberté ;
- monarchie : séparation des pouvoirs limitée, mais avec des garde-fous (le respect des lois fondamentales assuré par l'existence de corps intermédiaires, en particulier la noblesse) ;
- république, où il y a la séparation des pouvoirs la plus importante, qui peut être de deux ordres :
  - aristocratique (on dirait aujourd'hui oligarchique) ;
  - démocratique.

On voit tout de même l'influence des typologies antiques, notamment celles de la constitution romaine antique, dans la classification de Montesquieu. La sous-distinction entre républiques aristocratique et démocratique repose essentiellement sur les gouvernants. En outre, il associe, comme ces deux précédents auteurs, les régimes à un principe.
|            | Caractéristique                 | Principe                              |
| ---------- | ------------------------------- | ------------------------------------- |
| Despotisme | Confusion des pouvoirs          | Crainte (du peuple envers le despote) |
| Monarchie  | Séparation des pouvoirs limitée | Honneur (des nobles et du roi)        |
| République | Séparation des pouvoirs         | Vertu (de tous)                       |

Pour Montesquieu, peu importe le régime choisi, tant que ce n'est pas le despotisme. Cependant,
- la république a des risques de dérives en raison de la démagogie ; c'est donc un régime à éviter ; de plus, se reposer sur la vertu de tous en fait une quasi utopie ;
- la monarchie risque toujours, en raison de la simple distribution des pouvoirs entre législatif et exécutif (pas de séparation des pouvoirs), de dériver vers le despotisme. Pour éviter cela, il faut que la monarchie soit modérée. Cette modération s'opère par la présence d'intermédiaires ayant une troisième puissance, la puissance judiciaire, indépendante des deux autres (exécutive / législative). La monarchie modérée est donc pour lui le meilleur des régimes.

Par conséquent, Montesquieu ne préconise pas une séparation des pouvoirs totale mais une séparation des pouvoirs limitée (que la doctrine qualifiera par la suite de séparation des pouvoirs souple).
Néanmoins, avec l'évolution des régimes, on ne peut plus aujourd'hui garder cette classification : on peut difficilement classer dans un même régime les monarchies telles que le Royaume-Uni où le roi est effacé et les monarchies comme le Maroc où le roi au contraire est, de fait, à la tête de l'exécutif. Cependant, on a gardé de cette classification de Montesquieu la distinction entre les régimes de séparation des pouvoirs (connotation positive) et les régimes de confusion des pouvoirs (connotation négative).

#### Weber: synthèse des deux types de classifications
Le sociologue Max Weber (1864-1920) indique que dans toute science humaine, il y a nécessairement intervention humaine, donc une part d'irrationnel. Cependant, il est possible de déterminer certains schémas, qu'il nomme « idéal-type », qui sont une simplification du réel et ne permettent pas de tout comprendre.
Mais classer des régimes politiques, ce n'est donc pas seulement les comprendre, il y a toujours une part de jugement de valeur. En particulier, chez Montesquieu, un « mauvais » régime sera celui où il n'y aura pas de séparation des pouvoirs. Toute la pensée constitutionnelle du XXe siècle sera fondée sur ce postulat qu'un bon régime politique est un régime assurant une séparation équilibrée des pouvoirs.

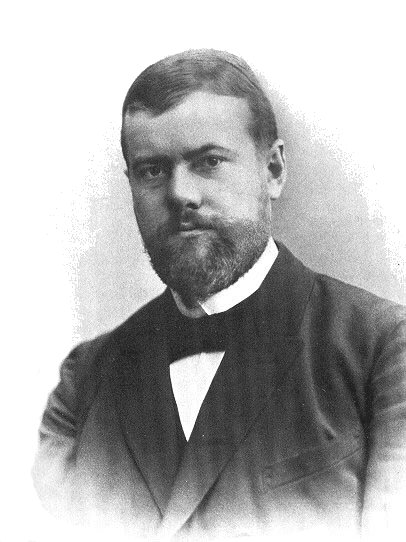
Max Weber en 1894

La classification des régimes répond alors à deux questions :
- « qui gouverne ? ». C'est là qu'intervient l'idéal-type : pour savoir qui gouverne, il s'agit de déterminer comment une personne peut arriver au pouvoir (de quelle façon est transmise l'autorité)[17] :
  - autorité coutumière ou traditionnelle : elle suppose la « croyance quotidienne en la sainteté de traditions valables de tout temps et en la légitimité de ceux qui sont appelés à exercer l’autorité par ces moyens » : ce sont, en particulier, les rois ;
  - autorité charismatique : elle repose sur « la soumission extraordinaire au caractère sacré, à la vertu héroïque ou à la valeur exemplaire d’une personne, ou encore émanant d’ordres révélés ou émis par celle-ci » : il s'agit d'une personnalité qui fascine; son pouvoir est alors transmis à ses héritiers, mais de façon dégradée, car il y a routinisation (système naturellement entropique). Ce peut être des dictateurs, des prophètes ou des sages ;
  - autorité légale-rationnelle : c'est la « croyance en la légalité des règlements arrêtés et du droit de donner des directives qu’ont ceux qui sont appelés à exercer la domination par ces moyens » : ce sont les régimes politiques contemporains, dans lesquels l'autorité arrive au pouvoir par des mécanismes de droit perçus comme justes (élection), ce qui permet aux élus d'avoir de l'autorité, c'est-à-dire le pouvoir de prendre des lois qui soient considérées par tous comme justes et qui sont donc obéies.
- « de quelle manière est aménagé le pouvoir ? ». C'est-à-dire qui est celui qui a le véritable pouvoir et quels sont les rapports qu'il a avec les autres pouvoirs.

Le problème est que souvent ces deux questions sont confondues, alors qu'elles répondent à deux logiques différentes. Ainsi,
|                      | Qui gouverne ? | De quelle manière est aménagé le pouvoir ? |
| -------------------- | -------------- | ------------------------------------------ |
| Régime parlementaire | Parlement      | Chef du gouvernement                       |
| Régime présidentiel  | Président      | Parlement*                                 |

* En réalité, c'est plutôt le parlement qui domine dans un régime présidentiel de séparation des pouvoirs stricte, car le président a très peu de pouvoirs (d'ailleurs, en anglais, le terme de régime présidentiel est synonyme de « congressional system »).

### Régimes de séparation des pouvoirs: parlementaire ou présidentiel
Après Sieyès, on va considérer que la forme de distinction des pouvoirs de Montesquieu était une forme de séparation souple, à l'opposé d'une séparation des pouvoirs stricte ou rigide, qui qualifiait la séparation présentée par Sieyès.
Cette différence entre les deux se traduit dans les régimes politiques par une différence entre :
- d'une part, les régimes parlementaires où il y a interdépendance des organes (moyens d'action réciproques que sont la dissolution de l'assemblée et la responsabilité du gouvernement devant le parlement) et collaboration dans les fonctions (les pouvoirs se partagent toutes les fonctions) ;
- et d'autre part, les régimes présidentiels où il y a indépendance des organes (pas de moyens d'action réciproques) et spécialisation des fonctions (monopole d'un pouvoir sur une fonction).

| Régime parlementaire | Régime présidentiel |
| -------------------- | ------------------- |
| Interdépendance      | Indépendance        |
| Collaboration        | Spécialisation      |

Néanmoins cette distinction classique est imparfaite, puisque certains régimes ne peuvent être classés avec ces seuls critères, en particulier à cause de l'évolution des régimes. D'autres catégories sont alors venues se rajouter au couple régime présidentiel / régime parlementaire, mais ces catégories sont critiquables également.
Alors qu'au départ, une multitude de critères jouaient pour la distinction entre régimes présidentiels et régimes parlementaires (correspondant respectivement à une séparation stricte ou souple des pouvoirs), on n'en retient aujourd'hui généralement plus que deux : l'absence ou la présence de moyens de révocabilité mutuels, que sont le droit de dissolution (du parlement ou d'une de ses chambres) exercé par l'exécutif et la responsabilité gouvernementale (devant le parlement), c'est-à-dire que l'on ne prend plus en compte que le seul critère de l'indépendance ou interdépendance des pouvoirs.
| Moyens d'actions réciproques   | Interdépendance | Indépendance |
| ------------------------------ | --------------- | ------------ |
| Droit de dissolution           | Oui             | Non          |
| Responsabilité du gouvernement | Oui             | Non          |
| Nature du régime               | Parlementaire   | Présidentiel |

#### Origine du débat: soutien de la couronne britannique par les parlementaires
Au XVIIe siècle, la Couronne d'Angleterre connaît une profonde déstabilisation en raison de l'utilisation systématisée de la procédure de l'impeachment (1670-1680) par les parlementaires à l'encontre des ministres du roi qui appliquent sa politique. En riposte, la Couronne va se mettre à acheter les votes des parlementaires pour avoir un groupe de soutien permanent de sa politique (apparition du système des partis politiques). D'abord ne représentant qu'une trentaine de parlementaires sous Charles Ier, la corruption va se généraliser, à tel point que sous le ministère du Lord High Treasurer Robert Walpole (1721-1742), un tiers des chambres (ainsi que les électeurs) seront acquis au roi de la sorte.
À partir de ces faits, deux positions vont s'opposer.

##### Walpole: la corruption comme moyen d'harmoniser les pouvoirs

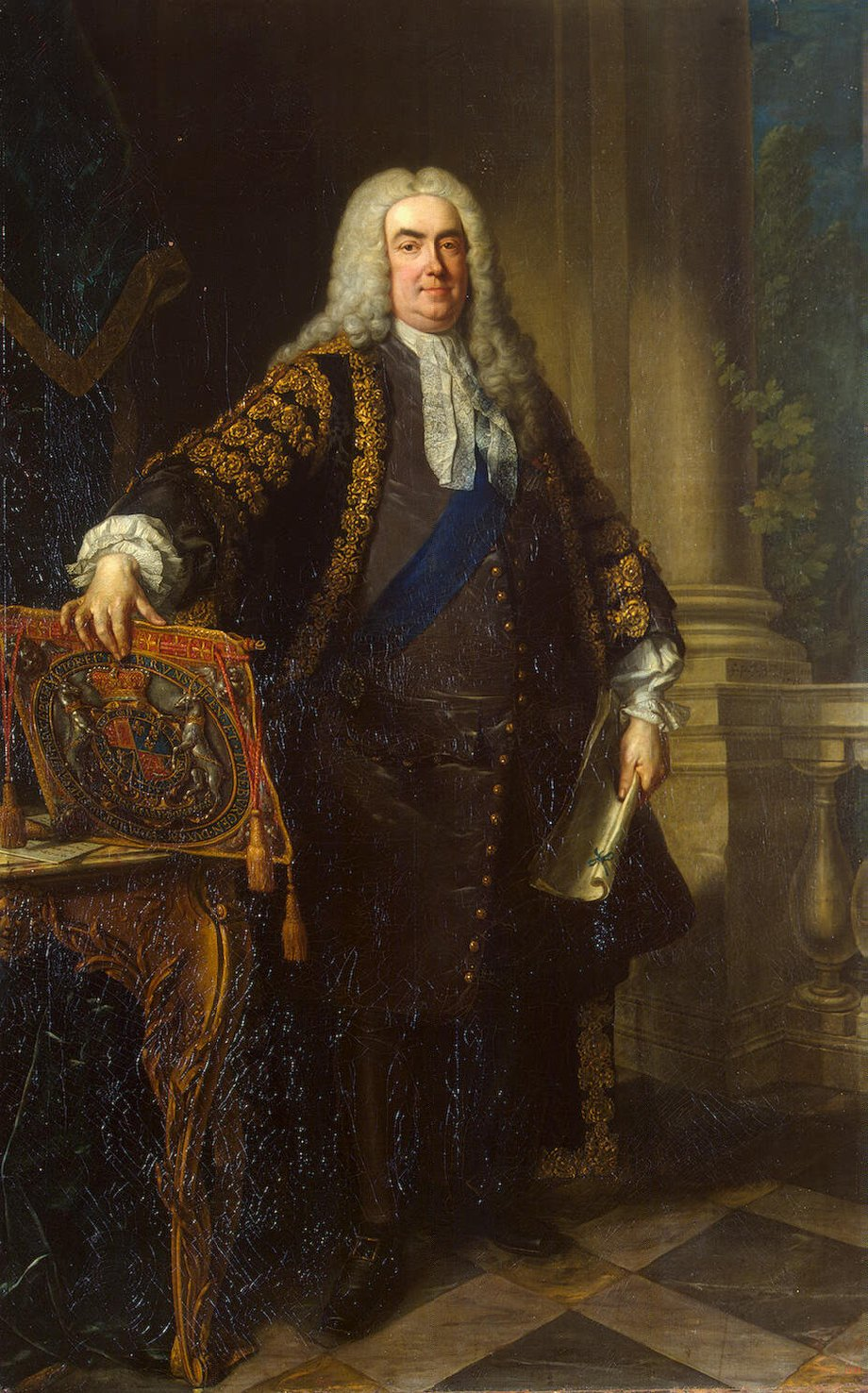
Robert Walpole

Ceux qui sont pour le renforcement du gouvernement et estiment qu'il est légitime qu'il ait un soutien au parlement vont prôner un régime parlementaire avec séparation des pouvoirs souple. C'est la position de Robert Walpole (1676-1745) : selon lui, même s'il y a de la corruption, celle-ci n'est pas criminelle. De plus, elle a un énorme avantage : elle permet de donner de l'élasticité ou souplesse à la séparation des pouvoirs car les positions des trois organes du king in parliament (formation politique de la curia regis) sont harmonisées :
- le roi, accompagné de quelques juges conseillers (qui deviendront plus tard le cabinet) ;
- les représentants de la noblesse (chambre haute du parlement) ;
- les représentants du peuple (chambre basse).

Par la suite, le gouvernement lui-même deviendra un facteur d'assouplissement, car le cabinet sera conçu comme l'intermédiaire entre la couronne et le parlement.
Ce sera la position adoptée par la Grande-Bretagne.

##### Bolingbroke: la corruption menace de la balance des pouvoirs
Ceux qui sont contre la corruption des parlementaires par la couronne vont adopter une position de séparation des pouvoirs stricte, d'où va résulter le régime présidentiel américain. Elle sera défendue notamment par Henri Saint Jean de Bolingbroke (1678-1751), parlementaire opposé à Walpole. Il donne une valeur constitutionnelle (donc s'imposant aux différentes institutions étatiques, en particulier le roi) au principe d'indépendance mutuelle des pouvoirs (couronne, chambre des communes et chambre des lords). La couronne, par la corruption, devient un danger pour ce principe. Si elle réussissait à obtenir un soutien parlementaire, il y aurait un risque de retour à l'absolutisme (qui a déjà provoqué deux révolutions). Le roi pourrait alors faire adopter toutes les lois qu'il souhaiterait, même à l'encontre de la liberté des sujets.

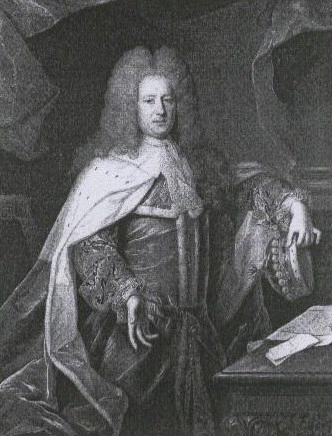
Henri Saint Jean de Bolingbroke

En particulier, il développe une théorie selon laquelle les parlementaires corrompus, au lieu de préserver le principe de représentation du peuple qui est à leur charge en matière de vote de tout nouvel impôt, vont augmenter ceux-ci, car il est dans leur intérêt :
- de faire prévaloir les intérêts de la couronne qui les corrompt ;
- que la couronne ait plus d'argent, vu que cet argent leur revient lorsqu'elle les paye pour les corrompre.

Cette théorie, qui ne sera pas appliquée au Royaume-Uni, sera pourtant reprise par les colons des États-Unis où la majorité des contestataires partirent.

## Régimes politiques et séparation des pouvoirs

### Régimes parlementaires et séparation souple des pouvoirs
Dans un régime parlementaire, la séparation des pouvoirs est souple, puisque les pouvoirs ont des moyens d'actions les uns sur les autres (système de poids et contrepoids), notamment la possibilité pour l'exécutif de dissoudre le parlement, qui est la contrepartie de la responsabilité du gouvernement devant le parlement.

#### Critères

##### Interdépendance
Le critère principal d'un régime parlementaire est l’existence de moyens d’action réciproques entre l'exécutif et le législatif. Ainsi, ils ont des moyens de révocabilité mutuelle :
- mise en jeu de la responsabilité du gouvernement devant le parlement (ce mécanisme de mise en jeu de la responsabilité permet au législatif de s’opposer à l’exécutif (et à sa politique) en le renversant). Cette mise en jeu peut se faire à l'initiative :
  - du législatif : motion de censure (vote censurant le gouvernement par une majorité renforcée) ;
  - du gouvernement : question de confiance (le législatif répond à la question en lui signifiant la défiance, auquel cas le gouvernement démissionne, ou en le soutenant, auquel cas le gouvernement est conforté).
- mise en œuvre du droit de dissolution (l’exécutif remet en cause le législatif en procédant à la dissolution d'une chambre ou de l'ensemble du parlement). Le peuple joue alors le rôle d'arbitre entre les pouvoirs :
  - soit il réélit la même chambre (par exemple, au début de la IIIe, après la dissolution de la chambre par McMahon, celui-ci dut se soumettre face à une chambre de même bord) ;
  - soit il soutient l'exécutif en changeant le bord politique de l'assemblée (par exemple les dissolutions de 1981 et de 1988 par le Président de gauche nouvellement élu François Mitterrand).

Ces moyens permettent de résoudre une crise institutionnelle (sans passer par la violence d'un coup d'État), au contraire du régime présidentiel où il est nécessaire qu'il n'y ait pas de crise pour que le régime puisse subsister (ce qui amène à systématiser les compromis).

##### Collaboration
L'objectif principal de Montesquieu est que les pouvoirs s'équilibrent. Chacun peut agir sur l’autre ; les pouvoirs doivent « aller de concert » et « s'arrêter mutuellement » :
- répartition des pouvoirs entre plusieurs organes :
  - un exécutif bicéphale :
    - un chef d’État (roi ou président) ;
    - un gouvernement (ou cabinet), avec à sa tête un chef de gouvernement (principal ministre, premier ministre, chef de cabinet, président du conseil ou chancelier), qui constituent un organe collégial distinct du chef de l’État et qui ont des pouvoirs et une autonomie propres.

  - un législatif de préférence bicaméral, afin qu'il soit limité dans ses pouvoirs (on veut éviter l'évolution vers un régime d'assemblée) et afin qu'il équilibre l’exécutif bicéphale.
- chaque pouvoir participe aux différentes fonctions :
  - l’exécutif a :
    - l’initiative de la loi (projet de loi, par opposition à la proposition de loi) ;
    - le droit d’amendement des projets ou propositions de loi ;

  - le législatif ratifie les traités négociés et signés par l'exécutif.

#### Régime très répandu et applications variées
Les régimes parlementaires sont, de loin, les régimes de séparation des pouvoirs les plus répandus dans le monde, quoique l'on puisse situer leur foyer initial dans l'Europe occidentale. On peut en retrouver ainsi au Royaume-Uni, en Allemagne, en Suède, en Italie, mais aussi au Japon ou encore au Canada.
Le régime parlementaire résulte d’une lente évolution ; il débuta dans la Grande-Bretagne monarchique au XVIIe siècle. On peut dégager deux étapes, qui suivent l'évolution chronologique de l'affaiblissement du pouvoir du roi.

##### Les catégories de régimes parlementaires: dualiste ou moniste
Dans le régime parlementaire dualiste, il y a :
- un exécutif dualiste (d'où le nom) :
  - le chef d'État :
    - il est irresponsable ;
    - mais il n'est pas effacé, car il possède notamment le droit de dissolution ;

  - le gouvernement :
    - le régime parlementaire dualiste naît avec l'apparition de la responsabilité politique des ministres, supplantant leur responsabilité pénale. Cette transformation résulte de la question de confiance posée aux parlementaires par le gouvernement, qui transforme le procès pénal devant les chambres en un procès symbolique, puisque le coupable potentiel (le gouvernement), culpabilise le parlement en jouant la carte du « si vous ne votez pas pour moi, je démissionne » ;
    - le gouvernement est alors pensé comme un organe de liaison entre l'exécutif et le législatif ; c'est un moyen d'assouplir la séparation des pouvoirs : sa double responsabilité, devant le roi et devant le parlement, lui permet de jouer le rôle de « fusible », ce qui empêche une crise des institutions en cas de désaccord grave entre le parlement et le roi.
- un législatif, le parlement, qui est généralement bicaméral (chambre haute et chambre basse) pour pouvoir faire pendant à ce dualisme de l'exécutif.

Dans le régime parlementaire moniste, il n'y a plus que deux organes, le gouvernement et le parlement, car le chef d'État s'est effacé :
- exécutif :
  - le chef d'État est effacé, il n'a plus qu'un rôle protocolaire, certes prestigieux (le général de Gaulle se moquera ainsi des simples « inaugurateurs de chrysanthèmes »). Deux situations sont alors possibles :
    - le chef d'État peut tout de même conserver un certain poids sur la politique, on parle alors de magistrature d'influence. Par exemple, au Royaume-Uni, la reine, qui connaissait toutes les affaires politiques, pouvait adresser ses observations aux ministres en privé (certes, ses ministres ne sont pas tenus juridiquement de suivre ses avis, mais politiquement, du fait qu'elle occupe ses fonctions depuis plus longtemps qu'eux, n'étant pas sujette aux aléas de la politique comme les ministres, ces derniers tenaient compte de ses opinions) ;
    - le chef d'État n'a plus aucun rôle politique comme au Japon ou en Suède : on parle alors d'un monocéphalisme de fait ;

  - le gouvernement : n'est plus responsable que devant la chambre (plus de double responsabilité devant la chambre et le roi) ; le chef de gouvernement est le chef de l’exécutif et il détient l’essentiel des pouvoirs, en particulier le droit de dissolution ;
- législatif : le parlement, qui peut être :
  - monocaméral : il en existe des exemples, mais depuis le Directoire, on associe monocaméralisme avec risque accru de régime d'assemblée (ce qui est contesté, puisque la nature du Directoire n'est pas certaine : voir infra, Des régimes inclassables). C'est pourquoi le bicaméralisme est employé pour éviter les débordements du législatif, alors même que la pratique a démontré que le régime d'assemblée pouvait tout aussi bien s'instaurer avec le bicaméralisme (ce fut le cas sous les IIIe et IVe Républiques) ;
  - bicaméral : ce sont les régimes les plus répandus au monde ; mais même ainsi, la chambre basse a tendance à dominer la chambre haute. Par exemple, au Royaume-Uni, la chambre des Lords a perdu son pouvoir financier (le plus important des pouvoirs du parlement) en 1911. En France, la chambre haute, le Sénat, est également limitée vis-à-vis de l'Assemblée nationale.

##### Évolution de l'un vers l'autre
Ainsi, l'on passe progressivement d'une monarchie absolue à une monarchie modérée (avec respect des lois fondamentales et un certain pouvoir du parlement autonome), puis d'une monarchie modérée à un régime parlementaire, comme l'explique Maurice Duverger. Ces régimes parlementaires eux-mêmes ont évolué. D'une part, ils se sont démocratisés : alors qu'à l'origine la base électorale était limitée (vote censitaire), elle s'est progressivement élargie à toutes les couches de la société (le suffrage universel, direct ou indirect, est aujourd'hui devenu la norme dans les régimes démocratiques). D'autre part, la nature des régimes parlementaires elle-même a évolué, puisque l'on passe de régimes parlementaires dualistes à des régimes monistes.
Tout au long de cette évolution, la logique suivie par le parlement était qu'il fallait limiter le pouvoir du roi.
Le régime parlementaire dualiste répond à la double question : comment maintenir un Roi, qui par son essence ne peut être responsable de ses actes (à cause de son caractère sacré), et répondre aux exigences de la représentation (concilier roi et représentation populaire) ?
Pour répondre à cela, deux mécanismes vont se dégager dans la pratique :
- la constitution d’un gouvernement : les ministres du roi se réunissent et peu à peu forment un organe distinct de lui, le cabinet, qui fera le lien entre le roi et les chambres ;
- le contreseing : le contresignataire (le ministre) endosse la responsabilité de l’acte du roi devant les chambres.

Mais ce régime dualiste est un régime transitoire : il est peu durable car les possibilités de conflits au sein de l’exécutif sont grandes et celles-ci ne peuvent être résolues que par l'effacement de l'un des organes (historiquement, le roi). Ainsi, Léon Gambetta (chef du parti républicain aux débuts de la IIIe, à propos du président McMahon, en opposition avec la chambre) disait de ce dernier qu'il lui fallait « se soumettre ou se démettre ».
On n'en retrouve donc que peu d'exemples :
- la Grande-Bretagne pré-victorienne (de 1714, où l'on voit apparaître un soupçon de responsabilité politique du gouvernement, à 1824-1834), le règne de la reine Victoria marquant le passage du dualisme au monisme par son effacement progressif de la scène politique ;
- la république de Weimar (1919-1933) ;
- la France :
  - [la Restauration et la monarchie de Juillet : le parlementarisme débute, mais la responsabilité du gouvernement n'est pas encore automatique] ;
  - la IIIe République jusqu’en 1877 ;
  - il faut également rajouter la constitution de la Ve République (voir infra, Un régime mixte : la France sous la Constitution de 1958), qui est un régime dualiste où l'exécutif est distribué entre le président de la République et le Premier ministre.

Le régime parlementaire dualiste laisse alors place à un régime parlementaire moniste, car le premier conduit presque invariablement à l'effacement du chef d'État au profit du chef du Gouvernement. Cela est dû aux deux mécanismes utilisés pour associer un roi inviolable et sacré avec la représentation populaire :
- le gouvernement, petit à petit, acquiert une existence institutionnelle autonome du roi, qui ne peut plus le faire plier à sa volonté ;
- par principe, celui qui est responsable a le pouvoir ; or le mécanisme du contreseing transfère la responsabilité du roi vers ses ministres. Ce sont donc les ministres qui vont recevoir la capacité de décision.

Par conséquent, le régime parlementaire moniste est le régime que l'on retrouve dans la majorité des États :
- Grande-Bretagne depuis 1832 ;
- les pays anglo-saxons comme le Canada, l'Inde ou Israël ;
- les pays scandinaves comme la Suède ou la Norvège (à noter cependant qu'en Norvège, il n'y a pas de droit de dissolution) ;
- d'autres pays européens comme l'Italie, l'Allemagne, la France sous les IIIe (après 1877) et IVe République (ces deux derniers ayant eu une tendance au régime d'assemblée due au déséquilibre des pouvoirs au profit du législatif)…

En France, le débat entre régime parlementaire dualiste et moniste eut lieu les 27 et 28 mai 1846. Guizot, soutenant la Couronne, disait que : « Le trône n'est pas un fauteuil vide ». Il s'opposait en cela à Thiers, qui souhaitait un régime parlementaire et pour qui « le roi règne mais ne gouverne pas ».
René Capitant va synthétiser cette classification en associant régimes dualiste et moniste à des modèles pratiques :
- le modèle orléaniste où le chef d'État a de grandes prérogatives (révocation du ministère car le gouvernement est responsable devant lui et droit de dissolution). Le théoricien de ce modèle fut Duvergier de Hauranne qui défendit en 1838 les pouvoirs de Louis-Philippe face à la chambre et dont la thèse sera reprise par Guizot, Broglie ou Laboulaye ;
- le modèle du parlementarisme occidental, de type britannique post-victorien, ainsi que français sous la IIIe République après 1877 (constitution Grévy), où le chef de l'État n'a plus qu'une influence morale : désuétude du droit de dissolution et irresponsabilité des ministres devant lui.
- le modèle prussien où il n'y a plus qu'un cabinet et un parlement (certaines constitutions allemandes postérieures à 1918, sans postérité) : le chef de l'État y est définitivement supprimé. Cependant, ce troisième modèle, vu son caractère rare, ne peut être considéré que comme une particularité du modèle moniste (parlementarisme occidental).
- Le régime de la Ve république est d'essence présidentielle essentiellement. Selon que l'élu est dominé par des conceptions plus ou moins dirigistes, l'état peut passer d'une situation quasi démocratique à une institution quasi autoritaire.

### Régimes présidentiels et séparation stricte des pouvoirs
Dans un régime présidentiel, au contraire, on assiste à une séparation rigide des pouvoirs. Aujourd'hui, on retient surtout le critère fondamental de l'absence de moyens de révocabilité mutuelle entre le législatif et l'exécutif (le couple dissolution / responsabilité). Mais d'autres critères entrent aussi en jeu.

#### Critères

##### Indépendance
Elle se traduit par :
- une origine distincte des pouvoirs (chacun ayant sa propre légitimité) :
  - le roi acquiert généralement sa fonction par l'hérédité tandis que le président est élu par le peuple au suffrage (hier censitaire, aujourd'hui universel) direct ou indirect ;
  - la ou les assemblées résultent d'un autre vote.
- l'absence de moyens d’action réciproques susceptibles de remettre en cause un des pouvoirs (exécutif ou législatif). Il n'y a pas de droit de dissolution de l'assemblée par l'exécutif, ni de responsabilité du gouvernement devant l'assemblée ;
- Les fonctions politiques sont protégées, généralement durant le mandat, afin de préserver leurs intégrités. Ces modalités sont prises afin de garantir la séparation des pouvoirs face à une obstruction politique, une guerre juridique ou tout autre pression extérieure[22] :
  - pour la monarchie, le principe est que « le Roi ne peut mal faire », il bénéficie d'une irresponsabilité juridique et sa personne est inviolable. La plupart des républiques donnent au chef de l'État une immunité politique ou présidentielle par rapport au droit commun. Généralement, il n'y a pas de responsabilité politique du Président de la république pour les actes qu'il accomplit en cette qualité. Le fait de déchoir le Président ne peut être établit que sur des crimes graves ou sur une accusation de haute trahison et avec une large majorité de parlementaires, que ce soit la Haute cour ou l'impeachment. Des Constitutions veillent à ce que l'immunité pour protéger la fonction ne devienne pas une impunité, le chef de l'État a toujours une responsabilité pénale ou civile mais les procédures sont le plus souvent interrompues durant la durée de son mandat.
  - l'immunité parlementaire protège les législateurs pour leurs travaux, leurs opinions ou leurs votes.
  - les ministres ont un régime variable, certains sont jugés selon le droit commun (Allemagne, Italie) ou devant une juridiction d'exception ou spéciale (France, Pays-Bas).

##### Spécialisation
Il y a un seul organe pour une seule fonction, ce qui se traduit par une spécialisation organique doublée d'une spécialisation fonctionnelle (un seul organe pour une seule fonction), ces deux spécialisations étant d'application limitée :
- spécialisation organique (un seul organe) :
  - l'exécutif est toujours monocéphale :
    - le chef d’État (qui peut être un monarque ou un président de la République) est également chef de gouvernement (absence de Premier ministre, de chef de cabinet, de président du conseil ou de chancelier) ;
    - les ministres ne constituent pas un organe collégial autonome (conseil des ministres ou cabinet), car ils dépendent du chef de l’État qui les nomme et révoque ad nutum ;
    - les ministres sont responsables devant le président.

  - mais le législatif, au contraire, peut être indifféremment monocaméral ou bicaméral, voire tricaméral, il n'y a donc pas obligatoirement de spécialisation organique pour lui ;
- spécialisation fonctionnelle (une seule fonction) :
  - chaque pouvoir à une seule fonction, strictement distincte :
    - le pouvoir exécutif exécute seul les lois ;
    - le pouvoir législatif fait seul la loi.

  - mais les pouvoirs ne sont pas totalement séparés grâce à l'existence de moyens qui mettent en relation les pouvoirs et qui permettent de les arrêter, appelés poids et contrepoids (checks and balances). Ce sont notamment :
    - le droit de veto du président à l'égard des lois votées par le parlement ;
    - le refus des chambres de voter les recettes nécessaires à la politique du président (le pouvoir financier est historiquement le premier des pouvoirs du législatif).

Cette pensée, couplée à la délégation des pouvoirs, forme la Théorie néo-madisonienne. James Madison, lecteur de Locke, Montesquieu, Machiavel et Hobbes, comprend que la séparation, couplée à des contrôles, est nécessaire pour éviter les abus et les intérêts égoïstes des politiques.

#### Régime fragile et donc rare

##### Régime fragile
Ainsi, le régime présidentiel est un régime d’équilibre des pouvoirs : aucun pouvoir ne peut dominer durablement l’autre, car ils se font contrepoids et se freinent. Cependant, le pouvoir qui a le plus de légitimité (celui dont le mode d'élection permet la meilleure représentation du peuple) aura tendance à prédominer sur la scène politique. Contrairement à ce que semble indiquer son nom, ce n’est donc pas un régime qui consacre l’omnipotence du président, puisqu'au contraire l'exécutif peut-être diminué face au législatif.
Les causes de l'échec des régimes présidentiels, c'est-à-dire la perte de l'équilibre des pouvoirs, peuvent être de deux ordres :
- L'instauration de la responsabilité du gouvernement devant le législatif entraîne invariablement un glissement du pouvoir du chef de l'État (président ou roi) vers le chef du gouvernement (qui peut être appelé indifféremment premier ministre, principal ministre, chef de cabinet, chef du conseil ou encore chancelier), ce qui, à terme, signifie un régime parlementaire, en application du principe selon lequel celui qui est responsable est celui qui a le pouvoir politique. C'est le cas des deux constitutions de la Suède[24] (évolution lente concrétisée par la Constitution de 1974) et de la Norvège[25] (révolte de la Storting contre les conditions politiques imposées par les Suédois en 1859).
- L'échec des compromis en France, qui entraîne un blocage des institutions ne pouvant être réglé que par la violence institutionnelle (coup d'État…) :
  - l'Assemblée législative de 1791 a refusé tout compromis avec le roi, allant ainsi progressivement vers un régime d'assemblée ;
  - sous la Seconde République, l'opposition systématique entre Louis-Napoléon et l'Assemblée nationale entraîna le futur Napoléon III à faire un coup d'État le 2 décembre 1851.

##### Régime rare
En pratique, il existe peu d'exemples de régimes présidentiels ; il peut s'instaurer :
- dans une monarchie :
  - Constitution de la Suède de 1809 ;
  - Constitution de la Norvège de 1814 ;
- ou dans une république :
  - Constitution fédérale des États-Unis d'Amérique (première application pratique du régime présidentiel)
  - En France, par deux (ou trois) fois :
    - Constitution de 1791 ;
    - Constitution de la IIe République en 1848.
    - Certains rajouteraient la Constitution de 1795 instaurant le Directoire (voir infra, Des régimes inclassables).
    - De plus, il y a aussi eu la Constitution de l'an I en 1793, qui n'a jamais été appliquée.

Il n'existe plus aujourd'hui comme exemple pratique de régime présidentiel que les États-Unis. De par l'obligation qui est faite aux différents acteurs de coopérer pour éviter un blocage des institutions, il est nécessaire que chacun accepte des compromis, même avec des adversaires politiques. Cela n'est possible que si deux conditions sont réunies :
- il faut un système de partis souples (pas de discipline de vote), ce qui permet au président de recueillir le vote de voix d'un bord différent ;
- il ne faut pas un poids fort des extrêmes au détriment des centristes, car il faut un minimum de consensus sur le système politique et économique pour permettre l'application d'un programme.

Le bipartisme quasi intégral qui prévaut aux États-Unis permet la réalisation de ces deux conditions : en effet, les deux principaux partis se présentent avant tout comme de vastes coalitions d'intérêts, non construites autour d'une idéologie particulière ; de plus, du fait du système électoral, les « extrêmes » y ont relativement peu d'influence. Cela permet à l'exécutif d'espérer mener une politique modérée si le législatif passe dans l'opposition.
Ainsi, par quatre fois depuis Bush, le président de la République et le Congrès ont eu des bords différents aux États-Unis, sans qu'il y ait pour autant blocage des institutions :
- George H. W. Bush (républicain) a eu un congrès démocrate entre 1989 et 1993 ;
- William Clinton (démocrate) a eu un congrès républicain de 1995 à 2001 ;
- George W. Bush (républicain) a eu un congrès démocrate de 2007 à 2009 ;
- Barack Obama (démocrate) a un congrès républicain depuis 2011 (le Sénat est aux mains des républicains depuis 2014[26]).

S'il n'y a pas de blocage total, il est dénoncé une obstruction politique qui paralyse les institutions, pouvant aller jusqu'à des postes longuement vacants ou un shutdown,.
L'utilisation de l'expression séparation des pouvoirs en référence à la Constitution fédérale des États-Unis (1787) est un anachronisme, puisque celle-ci fut dégagée par Sieyès sous la Révolution française. L'instrument conceptuel de la séparation des pouvoirs n'existait donc pas encore à l'époque ; les Pères fondateurs ont simplement appliqué le principe de la balance des pouvoirs ainsi que celui de l'indépendance mutuelle des pouvoirs dégagé par Bolingbroke.

### Régimes de confusion des pouvoirs
On peut distinguer deux types de régimes ici :
- le régime où le peuple exerce directement tous les pouvoirs : la démocratie directe ;
- les différents régimes où un organe de représentation du peuple concentre tous les pouvoirs : les régimes représentatifs. [réf. nécessaire]

#### Dans le régime de démocratie directe
Dans le régime de démocratie directe, il n'y a pas de séparation des pouvoirs au sens strict, en tant que le peuple est censé y détenir tous les pouvoirs et qu'il n'y existe pas de parlement ni de gouvernement. C'est la raison pour laquelle Karl Popper s'oppose à la démocratie directe.
Cependant, s'il n'existe aujourd'hui aucune démocratie directe (considérée comme un régime impossible à mettre en œuvre dans les sociétés contemporaines complexes par la plupart des penseurs défendant le régime représentatif ou la démocratie libérale, tel par exemple Benjamin Constant), il est à noter que la démocratie athénienne, qui en tant que démocratie directe ne connaissait effectivement pas de séparation institutionnelle des pouvoirs, recourait en revanche a différents dispositifs dans le but de prévenir les dérives possibles du pouvoir populaire (par exemple graphè paranomôn, accusation d'illégalité, procédure par laquelle il était possible de traîner devant la justice un citoyen qui aurait proposé une loi à l'assemblée que l'on estime comme contredisant par ailleurs d'autres lois, la loi en question pouvant alors être annulée et celui qui l'a proposé condamné). De plus, le pouvoir exécutif et judiciaire (mise en œuvre et application des décisions législatives), et donc administratif, ne peut de fait être dans les mains de tous les citoyens, mais doit être, aussi bien pour la plupart des penseurs de la démocratie directe (Castoriadis, penseurs anarchistes…) que lors des expériences historiques de celle-ci (Athènes, Commune de Paris, etc.) délégué à des individus particuliers, qui cependant sont révocables, ont un mandat impératif, ou sont tirées au sort.
Il existe néanmoins des démocraties semi directes, qui mélangent à la fois des mécanismes de démocratie directe et indirecte (ces régimes faisant souvent appel également à des mécanismes de démocratie participative). Celles-ci ont alors tendance à faire pencher la balance des pouvoirs en faveur du peuple[réf. nécessaire].
Ainsi, en France, « La souveraineté nationale appartient au peuple qui l'exerce par ses représentants [démocratie indirecte] ou par la voie du référendum [démocratie directe] ». Pour autant, contrairement par exemple à la Suisse ou l'Italie, le peuple ne peut avoir l'initiative des référendums, ce qui limite notablement le caractère « direct » du pouvoir qu'il peut exercer par ce biais.
Lorsqu'en France il est fait le choix de faire passer une loi référendaire,
- le pouvoir législatif appartient au peuple, qui vote la loi (ce pouvoir est même qualifié de pouvoir constituant pour accentuer son importance) ;
- les deux autres pouvoirs sont bridés :
  - au niveau de l'exécutif, le président de la République a alors la compétence liée de promulguer cette loi et ne peut demander un second vote de la loi avant la promulgation, comme pour les lois ordinaires ;
  - au niveau du judiciaire, le Conseil constitutionnel refuse de soumettre la loi référendaire à un contrôle de constitutionnalité, car celle-ci est l'expression directe de la volonté du pouvoir constituant - en tant que pouvoir constitué, il n'a pas la légitimité nécessaire pour la censurer. Ainsi, le Conseil constitutionnel s'est déclaré incompétent pour contrôler la conformité à la Constitution de la loi relative à l'élection du président de la République au suffrage universel direct, adoptée par le référendum du 28 octobre 1962[31].

#### Dans les régimes représentatifs
Les régimes de confusion des pouvoirs, que ce soient des dictatures ou des régimes d'assemblée, sont le plus souvent déconsidérés[réf. nécessaire][Qui ?]. Mais ce n'est pas toujours le cas : certains dictateurs, en jouant sur le populisme, sont au contraire très aimés par le peuple, comme Augusto Pinochet, qui a reçu tout au long de sa carrière politique et après un large soutien de la population chilienne[réf. nécessaire].
Néanmoins, n'est pas dictature ou régime d'assemblée tout régime où l'exécutif ou le législatif (respectivement) sont très puissants vis-à-vis de leur poids sur les institutions. Un simple déséquilibre des pouvoirs au profit de l'un ou de l'autre ne suffit pas à caractériser ce type de régimes, il faut véritablement une confusion des pouvoirs. L'un des organes concentre tous les pouvoirs et la séparation entre législatif et exécutif, si elle existe, n'est que purement formelle.

##### Au profit de l'exécutif: la dictature
Une dictature, au sens juridique classique du terme, est la confusion des pouvoirs au profit de l'exécutif, en particulier de son chef.

###### Structure des pouvoirs exécutif et législatif
Cette confusion de tous les pouvoirs au profit de l'exécutif peut être établie dans deux cas (subdivisés en cinq hypothèses) :
Absence du législatif :
- soit parce que la Constitution n'est pas appliquée ou qu'il n'y a pas de texte constitutionnel applicable : c'est l'exemple du gouvernement de Vichy en temps de guerre. Le 10 juillet 1940, la Chambre des députés et le Sénat, convoqués à Vichy en Assemblée nationale, votent une loi constitutionnelle[33] dont l'article unique confère les pleins pouvoirs à Philippe Pétain (1856-1951) afin qu'il élabore une nouvelle Constitution. Le projet de Constitution[34] ne fut définitif que le 30 janvier 1944, mais ne fut jamais promulgué. Il n'exista donc plus aucun organe de représentation de la volonté nationale [réf. nécessaire] jusqu'en août 1944, date à laquelle les institutions d'exil à Alger, devenues officielles, s'installèrent à Paris. (À noter cependant que l'Assemblée consultative provisoire elle-même essuya des critiques, notamment de la part des États-Unis, en raison de sa faible représentativité ; elle laissa ensuite la place à deux assemblées constituantes élues qui élaborèrent deux projets de Constitution pour une IVe République) ;
- soit parce que l'assemblée est dissoute : c'est le cas par exemple du coup d'État du 2 décembre 1851, où le Président Louis-Napoléon Bonaparte dissolut l'Assemblée nationale et instaura une dictature. Par la suite, des trois assemblées parlementaires, seuls les membres du Corps législatif étaient élus : les élections de février 1852, puis un référendum, furent favorables à Louis-Napoléon et entérinèrent le coup d'État ;
- soit parce que le parlement est ajourné (non réuni) : ce fut le cas, par exemple, du Reichstag, qu'Hitler (1885-1945) ne réunit plus à partir de 1942 - alors même qu'il lui avait retiré tout réel pouvoir législatif depuis 1933, cette assemblée ne faisant qu'approuver les lois préparées par le gouvernement et n'étant composée que de nazis (système de parti unique).

Le législatif existe mais n'a aucun pouvoir en pratique (la séparation des pouvoirs est une pure fiction juridique qui ne se traduit pas dans la réalité) :
- il y a un parlement mais celui-ci ne fait qu'entériner les lois préparées par l'exécutif et n'a pas de véritable pouvoir de délibération ou de modification (droit d'amendement). L'assemblée en question est souvent surnommée « chambre d'enregistrement » par les observateurs extérieurs. Ce fut le cas en Italie, où Benito Mussolini (1883-1945) épura l'ensemble de la fonction publique à partir de 1922 pour les remplacer par des fidèles du Parti national fasciste. Le Grand Conseil du fascisme, créé le 5 décembre 1922, remplaça petit à petit le gouvernement et le parlement, qui ne fut plus composé que de fascistes à partir de 1926 (lois fascistissimes) et qui perdit tout pouvoir de décision à partir de 1928. Le troisième Reich de 1933 à 1942 ainsi que les États communistes ont ce genre de législature ;
- le pouvoir législatif est neutralisé car il est réparti entre de multiples organes. C'est le cas notamment du Ier Empire, tri- puis quadricaméral :
  - le Conseil d'État est le conseiller juridique du gouvernement dont la principale fonction est la préparation des lois. Il doit également défendre ces projets devant le Corps législatif. Les auteurs hésitent à le classer entre pouvoir exécutif et pouvoir législatif (la fonction de préparation des lois étant traditionnellement une compétence de l'exécutif en France),
  - le Tribunat est chargé de discuter des projets de loi et de donner son avis sans pouvoir voter,
  - le Corps législatif vote les projets de loi sans les discuter,
  - le Sénat conservateur n'est pas au départ un organe législatif. En effet, il est chargé de maintenir la constitution en annulant les actes administratifs inconstitutionnels (contrôle de constitutionnalité) et il doit élire les membres Corps législatif et du Tribunat. Cette « assemblée des sages » va progressivement rédiger des textes législatifs, les sénatus-consultes.

La séparation de la fonction législative entre Tribunat et Corps législatif a, dans les faits, entraîné une impossibilité pratique pour toute assemblée législative de contrôler l'action du gouvernement. Les projets de loi étaient alors préparés sous le contrôle direct de Napoléon.

###### Négation de tout type de séparations des pouvoirs
Rejet de la séparation des pouvoirs classique :
- Comme vu dans le paragraphe précédent, le pouvoir législatif, s'il existe, est entièrement bridé ;
- Le judiciaire est entièrement soumis à l'exécutif, la justice n'est pas indépendante : par conséquent, les droits de l'homme (qui sont quasiment toujours proclamés), sont bafoués. Cette soumission varie en pratique :
  - le pouvoir judiciaire ne s'exerce pas : dans les « dictatures franches », telles que celles d'Idi Amin Dada, Jean-Bedel Bokassa, Pol Pot ou encore Ahmed Sékou Touré[35], l'exécutif, qui fait régner l'arbitraire, ne prend même pas la peine de respecter les formes juridiques. Le droit ne s'applique plus face à l'usage de la force, car le juge n'est même pas saisi ou se déclare incompétent pour juger des actes de l'exécutif ;
  - le pouvoir judiciaire existe mais ne fait qu'entériner les actes de l'exécutif. Dans le cas du Zimbabwe, la quasi-totalité de la fonction a été épurée, en particulier à partir de 2000 (date de durcissement du régime), pour ne laisser en place que des juges complaisants envers la politique de Robert Mugabe et de son parti l'Union nationale africaine du Zimbabwe (ZANU), parce que corrompus (acquisition de propriétés agricoles ayant appartenu à des « fermiers blancs » dans des conditions douteuses, subventions pour l'équipement agricole…). Les règles de droit sont écartées dans les litiges, en particulier les litiges électoraux, pour légitimer les décisions de l'exécutif[36].
  - le pouvoir judiciaire n'exerce qu'une partie de ses fonctions car l'exécutif peut exercer une partie du pouvoir judiciaire en se saisissant d'affaires. Ainsi, sous Vichy, le maréchal Pétain, chef de l'État, était doté d'une « justice politique », en vertu de l'acte constitutionnel no 7 du 27 janvier 1941 et afin de juger « les ministres, hauts dignitaires et fonctionnaires » ayant « trahis les devoirs de leur charge ». Il en fit l'usage, par exemple, lors du procès de Riom, pour condamner les accusés avant que la cour saisie ne se prononce. Cette justice politique fut utilisée, alors même que les juridictions judiciaires, comme administratives, collaborèrent pour mettre en œuvre la politique répressive du régime, notamment à l'encontre des Juifs et des communistes[37].

Rejet de la séparation verticale des pouvoirs (voir infra Tocqueville : la séparation des pouvoirs sur différents niveaux territoriaux) : l'État est centralisé. Les autorités locales mettent en œuvre la politique du pouvoir central, par lequel elles sont étroitement contrôlées. Ces autorités ne sont pas indépendantes (ni décentralisation, ni fédéralisme), même s'il est possible qu'elles le soient en droit.
Ce critère de l'absence de pouvoirs locaux forts est la raison pour laquelle aujourd'hui certains refusent de qualifier la Chine de dictature. En effet, quoique les historiens s'accordent à affirmer que Mao Zedong ait été un dictateur, Hu Jintao est président d'une République fortement décentralisée, voire quasi fédérale, où les pouvoirs locaux conduisent le plus souvent leur propre politique, indépendamment des souhaits du pouvoir central. On pourrait donc plus difficilement le qualifier de dictateur, puisqu'il n'y a plus vraiment de pouvoir central omnipotent, même si d'autres critères que cette séparation verticale des pouvoirs entre pouvoir central et pouvoirs locaux (notamment le respect des droits de l'homme qui n'est toujours pas assuré) sont remplis. On parle plutôt alors de régime autoritaire, notion plus générique.
Rejet de la séparation des pouvoirs entre différents partis politiques (voir infra Duverger : l'opposition entre majorité et minorité). Deux hypothèses sont envisageables :
- système de parti unique flagrant : contrôle de toute la vie politique, voire sociale si le parti a un projet de société (dictatures idéologiques, en particulier fascistes ou marxistes) ; contrôle de l'appareil étatique qui met en œuvre la politique déterminée par le parti, sans autonomie possible ; distribution des postes, tous les postes-clefs appartenant au parti ou aux proches du pouvoir (une dictature est souvent caractérisée par le clientélisme et la corruption) ;
- un multipartisme de façade seulement : manipulation des scrutins, changement des règles de vote en faveur du parti dominant…

De manière plus générale, toute opposition est réprimée. Pour ce faire, le pluralisme est restreint sous toutes ses formes : suppression de la liberté de la presse, de la liberté d'opinion, de la liberté syndicale;

##### Au profit du législatif: le régime d'assemblée
Ce régime est aussi appelé régime conventionnel, en référence à la Convention nationale. Il naît de la dérive du régime parlementaire.

###### Structure des pouvoirs exécutif et législatif
Un législatif monocaméral : ce régime est notamment dû à l'absence d'une seconde chambre parlementaire. Une assemblée unique et souveraine détient la totalité des pouvoirs politiques.
Le pouvoir exécutif est subordonné au pouvoir législatif.
Pour exemples, on peut citer en France :
- la Convention nationale de 1792 à 1795, notamment à partir de la Terreur en 1793 ;
- le régime de fait entre la chute du Second Empire (1870) et la proclamation de la IIIe République (les trois lois constitutionnelles de 1875) ;
- d'autres projets de Constitution, qui n'ont pas été appliqués ou adoptés, organisaient également un régime d'assemblée. C'est le cas notamment de :
  - la Constitution de l'an I (1793) ;
  - le premier projet de Constitution de la IVe République, d'inspiration communiste, élaboré par l'Assemblée constituante du 21 octobre 1945 et qui fut rejeté par référendum le 5 mai 1946.

Pour contre-exemples, on peut citer :
- en France, les IIIe et IVe Républiques ont plus été le fait d'un simple déséquilibre des pouvoirs que d'une confusion des pouvoirs. L'exécutif arrivait tout de même à s'affirmer, en particulier avec la pratique des décrets-lois. De plus, le parlement était dans les deux cas bicaméral : la chambre basse (chambre des députés), puis la chambre haute (Conseil de la République) ont pu jouer un rôle effectif de contre-pouvoir vis-à-vis du Sénat puis de l'Assemblée nationale (dans le second cas, surtout à partir de 1954).
- Israël, aujourd'hui, a de nombreuses caractéristiques du régime d'assemblée. L'assemblée unique, la Knesset, est élue au régime proportionnel intégral, ce qui entraîne une instabilité politique du gouvernement, comme on a pu le voir sous la IIIe ou IVe en France. Mais son pouvoir est limité par:
  - d'une part, le gouvernement, quoique subissant les pressions de l'Assemblée et de ses partis, n'est cependant pas un commis des chambres ;
  - d'autre part, la Haute Cour de justice n'hésite pas à invalider des lois votées par la Knesset[38].

Reprenant ce modèle, Philippe Ardant propose une classification qui permet d'incorporer les régimes qui en ont de nombreuses caractéristiques. Ainsi, il distingue :
- les régimes d'assemblée classiques, où il y a confusion des pouvoirs, qui correspondent à une conception stricto sensu;
- les régimes d'assemblée conçus largo sensu, qui correspondent aux régimes de simple déséquilibre prononcé des pouvoirs. Ces régimes se divisent entre deux catégories :
  - les régimes, peu nombreux, qui ont duré malgré leur instabilité, comme les IIIe et IVe Républiques en France;
  - les nombreux régimes de transition comme :
    - les assemblées constituantes de 1848, 1871 et 1945 en France
    - ou la Grande Assemblée nationale de Turquie en 1924).

## Critique de la séparation des pouvoirs
La séparation des pouvoirs, telle qu'on la conçoit aujourd'hui, est une vision juridique de la répartition des fonctions au sein de l'État. Cette vision est attaquée sur deux fronts principaux :
- la théorie de la séparation des pouvoirs, dans son contenu, a fait l'objet de confusions ;
- par conséquent, la classification des régimes qui découle cette théorie se retrouve également mise à mal face aux évolutions politiques.

### Remise en cause de la théorie de la séparation des pouvoirs

#### Analyse juridique: écueils fréquents

##### Imputation de la théorie à Montesquieu
La plupart des théoriciens de droit n'imputent plus à Montesquieu la théorie de la séparation des pouvoirs (voir supra, Évolution du concept). Montesquieu n'a été que l'un des penseurs, avec Locke notamment, de la balance des pouvoirs ; la véritable théorie de la séparation des pouvoirs est, elle, due à Sieyès.
Ainsi, le juriste Eisenmann parle, quant à lui, du « mythe de la séparation des pouvoirs », dont l'auteur n'est pas Montesquieu mais les juristes qui ont isolé ses propos et ont formulé un « modèle théorique imaginaire ».

##### Contenu de la théorie
Telle qu'on la conçoit le plus souvent aujourd'hui, la théorie de la séparation des pouvoirs traite de trois pouvoirs (ou puissances) égaux, c'est-à-dire que l'on se réfère au Trias Politica (voir supra, Introduction). Or, le judiciaire n'a jamais été conçu pour être l'égal des deux autres, si tant est que l'on reconnaisse son existence même (voir infra, Réalité de l'existence d'un pouvoir judiciaire). Pour Montesquieu, la puissance de juger n'est en réalité qu'une sous-catégorie de l'exécutif, puisqu'il s'agit de la « puissance exécutrice [des choses] qui dépendent du droit civil » (voir supra, Montesquieu : reprise de la philosophie de Locke#contenu).
Eisenmann critique la théorie de la séparation des pouvoirs telle que définie par les juristes sur ses deux caractéristiques, car Montesquieu n'a jamais conçu :
- une indépendance des organes (séparation rigide, stricte ou rigoureuse, qui d’ailleurs n’existait pas en Grande-Bretagne), puisqu'il préconise une séparation souple du pouvoir : chaque pouvoir (législatif ou exécutif principalement) doit avoir la faculté de s’empêcher mutuellement, de se censurer (« le pouvoir arrête le pouvoir »).
- une spécialisation des fonctions : les fonctions doivent être partagées entre les puissances.

#### Analyse sociologique: nouvelle conception de la séparation

##### Eisenmann
Le juriste français Charles Eisenmann fonde une analyse sociologique de l'œuvre de Montesquieu. Celui-ci fait un lien entre les puissances et les forces sociales. Ainsi, il y a deux fonctions essentielles (législatif et exécutif), coexistent trois puissances : le roi, la noblesse et le peuple. Toute l'analyse de Montesquieu tend à démontrer comment les puissances doivent être associées et se partager les fonctions. Montesquieu propose donc une conception politico-sociale du partage du pouvoir, un rapport de force entre les trois puissances, alors que la doctrine de Sieyès établit une théorie juridique, par conséquent dénaturée et limitative.

##### Althusser
Le philosophe Louis Althusser (1918-1990) poursuit l'analyse sociologique d'Eisenmann tout en reprenant la notion d'équilibre de Carré de Malberg (voir supra, Sieyès et les juristes du XIXe siècle).
La question pertinente est alors de savoir au profit de qui se fait le partage du pouvoir.
Selon Althusser, ce partage se fait au profit :
- dans un premier temps, de la noblesse, qui obtient deux avantages :
  - elle devient une force politique reconnue dans la chambre haute ;
  - elle devient une classe sociale protégée qui peut maintenir sa position et ses privilèges contre les actions du roi et du peuple au travers de sa fonction judiciaire.

Montesquieu, qui appartient à la noblesse, cherche donc à garantir la pérennité d’une classe décadente qui a perdu ses pouvoirs.
- dans un second temps, et dans une proportion moindre, au profit du monarque :
  - le roi est protégé, par la noblesse, contre les excès, voire les révolutions populaires. La noblesse est conçue comme le contrepoids du peuple, grâce à sa représentation dans la chambre haute qui freine la chambre basse.

La noblesse est donc conçue par Montesquieu à la fois comme le meilleur garant de la liberté et comme le meilleur soutien de la monarchie : « point de monarque, point de noblesse ; point de noblesse, point de monarque, mais on a un despote ».
Montesquieu n’est donc pas, comme certains révolutionnaires français l'ont dit, un Républicain favorable au Tiers état et à la seule représentation du peuple. Il est pour une monarchie, mais non despotique.
La doctrine d'Althusser permet ainsi de comprendre l'interprétation qui a été faite de la séparation des pouvoirs de Montesquieu sous la Révolution française : la bourgeoisie ne voulant pas partager le pouvoir avec la noblesse, il n'y eut, par conséquent, qu'une seule chambre dans la Constitution de 1791.

### Insuffisances de la classification classique des régimes

#### Évolution des pouvoirs non prise en compte

##### Évolution des pouvoirs classiques
Tant au niveau des rapports entre l'exécutif et le législatif qu'au niveau de l'existence d'un pouvoir judiciaire, les pouvoirs ne ressemblent guère plus à ce qu'ils avaient été définis auparavant.

###### Mélange des fonctions législative et exécutive
L'exécutif est désormais celui qui exerce à titre principal la fonction législative :
- l'initiative de la loi appartient en principe au gouvernement ; en France, par exemple, 75 à 80 % des lois proviennent de projets de loi (initiative du gouvernement)[43], les propositions de loi (initiative du parlement) étant devenues minoritaires ;
- En France le législateur est amené à déléguer la fonction législative au gouvernement : il s'agit notamment des décrets-lois sous la IIIe et des ordonnances sous la Ve République ;
- En France le gouvernement dispose d'un domaine réglementaire autonome (article 37 de la Constitution de 1958), tandis que le domaine réservé de la loi est énuméré de façon limitative (article 34).

La distinction fonctionnelle entre le législatif et l'exécutif est alors remplacée par celle entre les fonctions de direction de la politique nationale assurée par l'exécutif (« Le Gouvernement détermine et conduit la politique de la Nation ») et celles de délibération et de contrôle assurées par le parlement.
| Pouvoir    | Fonction traditionnelle       | Fonction nouvelle                   |
| ---------- | ----------------------------- | ----------------------------------- |
| Législatif | Crée les lois                 | Délibération et contrôle            |
| Exécutif   | Veille à l'exécution des lois | Direction de la politique nationale |

Cette substitution est rendue possible notamment par le phénomène des partis politiques (voir infra, Duverger : l'opposition entre majorité et minorité).

###### Réalité de l'existence d'un pouvoir judiciaire
La postérité de la doctrine de Montesquieu quant à l'existence d'un troisième pouvoir qui serait judiciaire tient en la reprise qui en a été faite par les révolutionnaires des États-Unis. Il est conçu par eux comme un autre poids ou contrepoids (checks and balances), permettant de limiter le pouvoir des autres organes.
En France, les constitutionnalistes ont toujours refusé d'accorder au judiciaire le caractère de pouvoir. Dans la Constitution de la Ve, par exemple, le titre VIII est appelé « De l'autorité judiciaire ». On entend ainsi rejeter tout risque de gouvernement des juges, tel qu'il a pu y en avoir aux États-Unis. En particulier, le contrôle de constitutionnalité a été difficile à mettre en place (comment justifier qu'un juge puisse contrôler une loi, qui est l'expression de la volonté générale ?). L'une des justifications de ce contrôle tient en la théorie du juge-aiguilleur élaborée par Hans Kelsen[réf. nécessaire]. Sous la Ve République, la légitimité à censurer du Conseil Constitutionnel est renforcée par la présence de droit des anciens Présidents de la République, donc anciens élus du peuple, donnant à cet organe reconnu comme juridictionnel un caractère politique assumé. Des projets de réformes constitutionnelles visent à supprimer la présence de ces anciens Présidents, perçue par certains comme une atteinte à l'indépendance d'une autorité juridictionnel. Toutefois, d'autres membres de la doctrine considèrent cette présence comme essentielle (pour les raisons citées précédemment). Enfin, la spécificité de la dénomination du "Conseil" Constitutionnel en France plutôt que celle de "Cour" Constitutionnelle comme dans la majorité des démocraties européennes tient à la défiance spécifiquement française à l'égard des juges, personnes non-élues mais exerçant un pouvoir public (défiance héritée de la mauvaise expérience avec les parlements sous l'Ancien-Régime et entretenu par la classe politique).

##### Apparition d'autres facteurs influant sur la séparation des pouvoirs

###### Répartition territoriale des pouvoirs ou séparation verticale
La répartition territoriale des pouvoirs et les contre-pouvoirs : Alexis de Tocqueville (1805-1859)

###### Institutionnalisation d'autres (contre-)pouvoirs
- associations
- médias (cf. infra Tocqueville)
- opinion publique : les alternances des partis politiques. Les élections sanctionnent une politique (en bien ou en mal).

La presse, parfois nommé pouvoir d'informer, permet dans les démocraties d'exercer une pression sur les autres pouvoirs en fonction de l'audience rencontrée.
Certains, comme Benjamin Constant (1767-1830), estiment que la presse est le vecteur de l'opinion publique, qu'elle en est donc indissociable. Gabriel Tarde (1843-1904), qui est le premier véritable penseur de l'opinion publique en tant que telle, accorde à la presse un rôle structurant.
D'autres, comme Paul Lazarsfeld ou W. Phillips Davison (1901-1976) ont dissocié les contre-pouvoirs de la presse (et des médias en général) et de l'opinion publique.

###### Partis politiques modifient la répartition des pouvoirs
Régimes parlementaires majoritaires et non majoritaires (appelés aussi régimes de partis).
Les régimes présidentiels, on l'a vu, ne sont viables que s'il y a un système de partis souple.

#### Régimes inclassables
Le Directoire : régime d'assemblée ou régime présidentiel (séparation stricte des pouvoirs) ?
Même problématique pour la Suisse aujourd'hui.
Pour Philippe Lauvaux, seul le critère de la responsabilité du gouvernement devant le parlement est à retenir.
ex : Norvège : responsabilité, mais pas de dissolution, pourtant, on le classe dans les régimes parlementaires.
C'est d'autant plus vrai que le droit de dissolution est :
- généralement d'usage moins fréquent que la mise en jeu de la responsabilité gouvernementale ;
- il peut exister un droit d'autodissolution.

Ex : Israël, la Knesset peut s'autodissoudre. Instabilité gouvernementale mais pas d'usage du droit de dissolution par le gouvernement.
Le problème, c'est que dans la même hypothèse, il y a stabilité ou non des gouvernements : ce n'est donc pas un critère exhaustif.
La création de la Ve répond au besoin d'une stabilité ministérielle. On pose le postulat que pour qu'il y ait une stabilité, il faut un chef de l'État fort (on refuse le modèle de la Constitution Grévy).
Néanmoins, ce postulat ne se vérifie pas en pratique, puisqu'en Allemagne, le chef de l'État est faible mais il y a une grande stabilité ministérielle.

### Autres propositions

#### Modèles de séparation des pouvoirs
Si séparation des pouvoirs il y a, alors le modèle classique du Trias Politica n'est plus adapté (si tant est qu'il l'ai jamais été) à la réalité politique[réf. nécessaire].

##### Tocqueville: la répartition territoriale des pouvoirs et les contre-pouvoirs

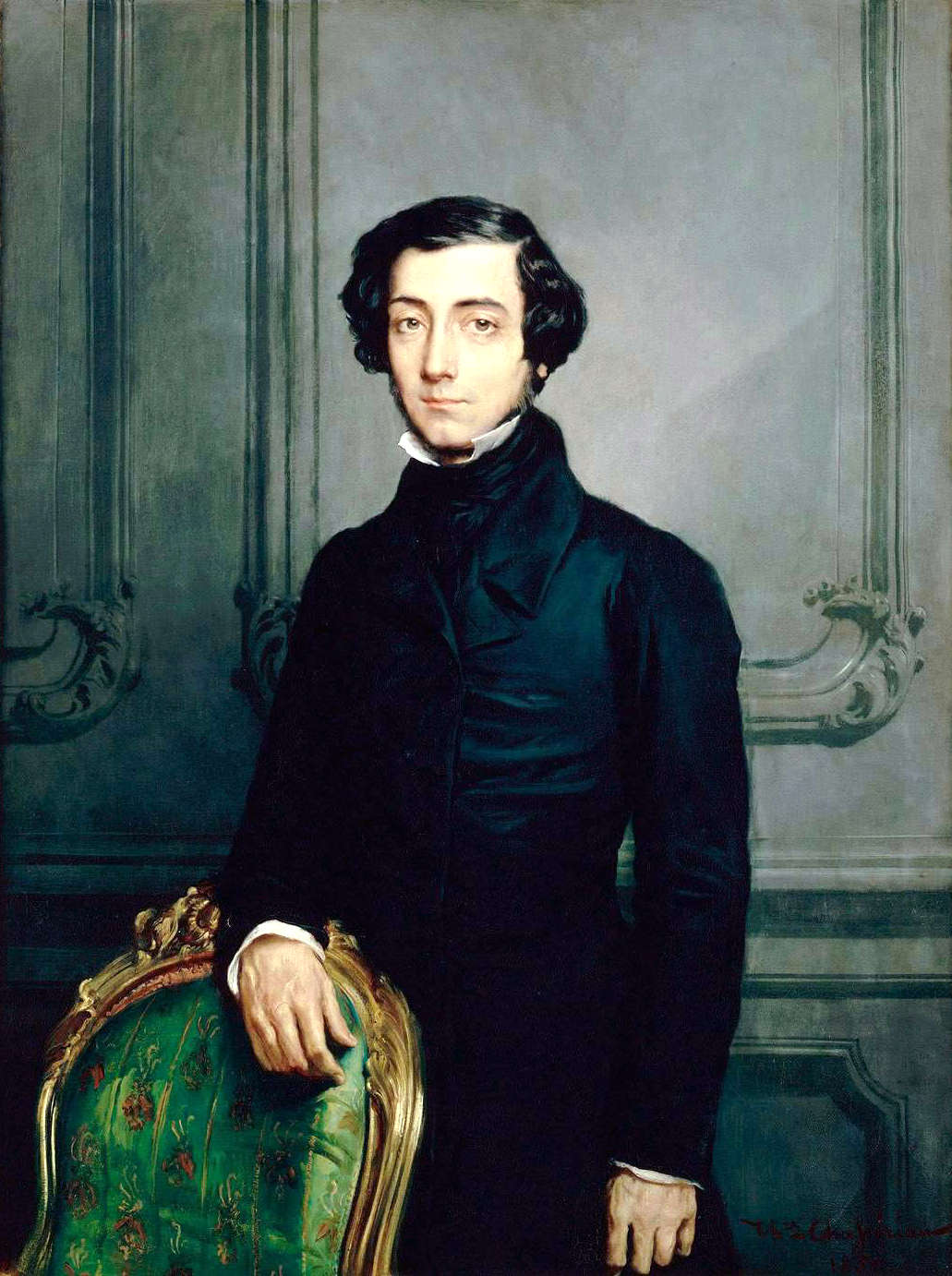
Alexis de Tocqueville

Alexis de Tocqueville (1805-1859), dans De la démocratie en Amérique, va reprendre la séparation des pouvoirs, mais en la modifiant grandement.
Les deux premiers pouvoirs, sont, pour lui, issus de la répartition du pouvoir sur plusieurs niveaux territoriaux, dans lesquels on retrouve la séparation des pouvoirs classique (législatif, exécutif et judiciaire). Ensuite, viennent les deux autres [contre]-pouvoirs. Ainsi, on a :
- l'État fédéral ou central ;
- les pouvoirs locaux (États fédérés, déconcentration, décentralisation, régionalisation) ;
- le pouvoir associatif (les groupes de pression, appelés aussi groupes d'intérêt ou lobbies…) ;
- la presse.

Tocqueville est donc à l'origine de l'expression selon laquelle la presse est le quatrième pouvoir[citation nécessaire]. Cependant, il ne faut pas confondre sa vision avec la vision classique : la presse ne fait pas suite au législatif, à l'exécutif et au judiciaire.
Par la suite, le fédéralisme sera appelé séparation verticale des pouvoirs, par opposition à la séparation classique horizontale.

##### Duverger: l'opposition entre majorité et minorité
Selon Maurice Duverger (1917-2014), « la séparation des pouvoirs revêt deux formes principales dans les démocraties occidentales, suivant les modes de relations entre le Parlement et le gouvernement : le régime parlementaire et le régime présidentiel […]. Mais ces dénominations se fondent trop exclusivement sur les rapports juridiques entre Parlement et gouvernement : elles ignorent trop les réalités politiques et notamment le rôle des partis ».
Ainsi, la majorité du parlement sera la même que celle du gouvernement, ce dernier sera alors un simple instrument de la politique du parlement ; parler de la séparation des pouvoirs entre parlement et gouvernement dans ce contexte devient absurde.
Selon lui, la véritable séparation, ou articulation, se fait entre la majorité et la minorité (qu'elles soient issues de coalitions ou non).
Ainsi, à l'intérieur de chaque institution (nationales comme le gouvernement ou le parlement, ou locales, comme un conseil municipal), le parti politique (ou la coalition de partis) qui a la majorité fait passer ses décisions, tandis que la minorité tente de les bloquer. Les partis politiques ont une action transcendante ou verticale, c'est-à-dire qu'ils appliquent une même politique à tous les échelons.
Il est surprenant, cependant, qu'il n'ait pas tenu compte de cette nouvelle séparation pour proposer une nouvelle classification des régimes. Il a au contraire préféré reprendre la distinction classique entre régime présidentiel et régime parlementaire, pour y adjoindre une troisième catégorie (voir supra, le régime semi-présidentiel).
Maurice Duverger n'est pourtant pas celui qui a théorisé une nouvelle séparation des pouvoirs sur ce modèle, il s'agit d'un constitutionnaliste espagnol qui a repris ses travaux[réf. nécessaire]

#### Modèles de catégorisation des régimes

##### Présidentialisme
Le présidentialisme n'est pas une catégorie en soi. C'est le fait pour le président de dominer l'ensemble des institutions.
- les États des Amériques : sauf le Canada, qui est un régime parlementaire. Imitation du régime des États-Unis, mais une application déformée, qui résulte en des régimes autoritaires, voire dictatoriaux[50]. Il en résulte que l'expression de « présidentialisme » est aujourd'hui très péjorative ;
- présidentialisme « à la française » : voir infra, régimes semi-présidentiels.

Maurice Duverger a refusé cette nouvelle dénomination qui regroupe dans une même catégorie dictatures et régimes de séparation des pouvoirs. C'est pour cela qu'il a créé la catégorie des régimes semi-présidentiels (voir infra).

##### Régimes semi-présidentiels
Maurice Duverger propose une troisième catégorie de régimes, qui fait office de catégorie « fourre-tout » : tous les régimes qui présenteraient les caractéristiques seraient des régimes semi-présidentiels.
Trois critères convergent :
- le président est élu au suffrage universel direct ;
- le président a des prérogatives propres ;
- le gouvernement est responsable devant le parlement.

Cela regrouperait notamment les régimes de l'Allemagne de Weimar (de 1919 à 1933), de la Finlande (jusqu'à la révision de la Constitution de 2000), de la France (Ve République), de l'Islande, de l'Irlande, de l'Autriche, du Portugal et de la plupart des pays européens sortis du communisme dans les années 1990.
Cette notion reste très critiquée, cependant, puisque :
- elle retient principalement le critère de l'élection du président, alors que ces régimes sont d'abord des régimes parlementaires, du fait de la responsabilité gouvernementale.
- les régimes ne constituent pas une catégorie homogène, puisque sont regroupés :
  - des régimes où le président, bien qu'élu au suffrage universel direct, n’a pas de pouvoirs (seulement un pouvoir de représentation), comme l'Irlande, l'Islande ou l'Autriche qui fonctionnent comme des régimes parlementaires monistes.
  - des régimes où le président élu a des prérogatives et n’est pas effacé : comme la France sous la Ve (en dehors des cohabitations), Weimar, le Portugal (Constitution de 1976), la Finlande (jusqu'à la révision de 2000 ).

Le régime semi-présidentiel serait donc une variante du régime parlementaire. Certains, comme Marie-Anne Cohendet ou Jean Gicquel, lui préfèrent le terme de « régime parlementaire bireprésentatif » (représentation à la fois par le chef du gouvernement et par le chef de l'État). Cette catégorie regroupe aujourd'hui en Europe, par ordre chronologique de leur constitution : l'Autriche, l'Irlande, l'Islande, la France, le Portugal, la Croatie, la Bulgarie, la Macédoine, la Roumanie, la Slovénie, la Lituanie, la Russie, l'Ukraine, la Pologne et la Finlande. Cette catégorie est donc en nette expansion.
Pour ce qui est de la France sous la Ve (hors cohabitations), le terme exact est « régime parlementaire présidentialisé » (la lecture de la Constitution se faisant en faveur d'une extension des pouvoirs du président).

## Pratique institutionnelle de la séparation des pouvoirs aujourd'hui
Dans la pratique, les régimes parlementaires et présidentiels ne peuvent se conformer totalement aux modèles théoriques. Cependant, on peut tout de même classer les régimes de cette manière, si l'on précise les limites de ces distinctions.

### Régime parlementaire: l'Allemagne sous la Loi fondamentale de 1949

#### Répartition territoriale
- intérieur : länder et État fédéral
- extérieur : rôle moteur Union européenne

#### Contre-pouvoirs
- associations, lobbies ;
- presse ;
- opinion publique.

### Régime parlementaire ː le Canada sous la Loi constitutionnelle de 1867
En vertu de la Loi constitutionnelle de 1867, le Canada a un régime de souveraineté parlementaire similaire à celui du Royaume-Uni. Cela signifie que le pouvoir législatif est le pouvoir le plus puissant. Au paragraphe 15 du Renvoi sur la sécession du Québec, la Cour suprême affirme que « La Constitution canadienne n'impose pas une séparation stricte des pouvoirs. Le Parlement et les législatures provinciales peuvent à bon droit confier aux tribunaux d'autres fonctions juridiques, et conférer certaines fonctions judiciaires à des organismes qui ne sont pas des tribunaux ».

### Régime présidentiel: les États-Unis sous la Constitution de 1787

#### Séparation classique
Le régime politique américain est un régime de séparation stricte des pouvoirs. Il est aujourd'hui un des seuls exemples au monde d'un régime présidentiel, avec certains autres pays comme le Brésil.
Ainsi, dans la Constitution américaine, trois pouvoirs (Président, Congrès, Cour suprême) occupent des secteurs définis (pouvoir exécutif, législatif et judiciaire). Quant à leurs interactions, le Congrès a le pouvoir de révoquer des membres des deux autres branches via la procédure de l'impeachment. Le Sénat confirme de plus la nomination des ministres (Cabinet) et des juges fédéraux, qui sont nommés par le Président. Les juges fédéraux (dont la Cour suprême est la tête) contrôlent la légalité des lois et des décrets présidentiels.
Il faut cependant préciser que les constituants de 1787 avaient fait une autre lecture : ils partaient du principe que « le pouvoir arrête le pouvoir » et ont effectivement séparé des pouvoirs qui occupent cependant des fonctions concurrentes. Fidèles en cela à Montesquieu, les Pères fondateurs ont donc élaboré un système complexe de poids et de contrepoids qui vient invalider partiellement la thèse de la séparation stricte des pouvoirs.
Certains comparent souvent cette constitution avec la constitution française de 1791, car elles instaurent toutes deux un régime présidentiel. Cependant, ces deux constitutions ne sont pas liées : les constituants de 1791 ne se sont pas inspirés de la constitution fédérale américaine (quoiqu'ils se soient inspirés des constitutions fédérées antérieures), car le seul à connaître cette constitution (les moyens de communication de l'époque obligeant) et à appartenir également à la Constituante était le marquis de la Fayette. Or, celui-ci, royaliste, ne participa que très peu aux débats trop houleux de l'assemblée. La raison pour laquelle ces deux constitutions se ressemblent tant est due au fait que les constituants des deux pays ont appliqué les mêmes théories (celles de Locke et Montesquieu). Mais l'objectif n'était pas du tout le même : les Américains souhaitaient instituer un président de la République fort, tandis que les Français, eux, voulaient limiter au maximum les pouvoirs de Louis XVI.

#### Répartition territoriale
Le fédéralisme et l'opposition confédéraliste (guerre de Sécession, rôle de la Cour suprême dans Marbury v. Madison en 1803 et le revirement de jurisprudence en faveur des États fédérés depuis United States v. Lopez en 1995).

#### Contre-pouvoirs
- le pouvoir associatif, les lobbies : très importants aux États-Unis car ont un réel pouvoir d'influence sur la politique (certains élus sont plus ou moins leurs hommes de paille) ;
- la presse : Watergate ;
- l'opinion publique.

### Régime mixte: la France sous la Constitution de 1958

#### Séparation classique
En France sous la Ve République, il n'y a pas à proprement parler de séparation des pouvoirs, puisque les différentes instances de pouvoir (Parlement, Président, Gouvernement) partagent des compétences et ont des moyens d'interaction discrétionnaires et politiques (dissolution de l'Assemblée par le Président, 49-3…) en plus de ceux qui sont équivalents à ceux qu'on peut voir aux États-Unis (nomination du gouvernement par le Président, nomination du Conseil supérieur de la magistrature et du Conseil constitutionnel par le Président et le Parlement conjointement…).
On assiste à un Exécutif bicéphale, où chef de gouvernement et chef de l'État collaborent. Avant l'alignement du calendrier des élections parlementaires sur les législatives, l'un prédominait sur l'autre selon qu'il s'agisse d'une période de concordance des majorités ou d'une période de cohabitation. Ce n'est plus le cas depuis l'instauration du quinquennat, puisque le président nouvellement élu dispose systématiquement d'une majorité à l'Assemblée, donc d'un Premier ministre qu'il peut nommer librement.
La France est dotée d'un régime parlementaire : la séparation des pouvoirs y est donc quasi inexistante, puisque l'on assiste à une confusion des pouvoirs au profit du président de la République en période normale  quand bien même la Déclaration des droits de l'Homme et du Citoyen la consacre en son article 16 : « Toute Société dans laquelle la garantie des droits n'est pas assurée ni la séparation des pouvoirs déterminée n'a point de constitution ».
Il faut noter tout d'abord que la Constitution française de 1958 ne parle pas, volontairement, de « pouvoir exécutif », « pouvoir législatif » ou de « pouvoir judiciaire », mais bien des pouvoirs du président de la République ou du Gouvernement (titres II et III), des pouvoirs du Parlement (titre IV) et de l'autorité judiciaire (titre VIII).
L'exécutif dispose d'un pouvoir réglementaire autonome : dans un très large domaine, défini par l'article 34 de la constitution, les normes obligatoires de portée générale ne peuvent être édictées que par le parlement et portent le nom de lois. En dehors de ce domaine, le gouvernement, au terme de l'article 37 peut édicter lui-même par décret des normes ou règlements. Il peut aussi édicter des normes dans le domaine de la loi, alors nommées ordonnances, uniquement toutefois lorsque le parlement l'y a habilité.
Si les magistrats du siège jouissent d'une certaine indépendance, ceux du parquet restent plus étroitement contrôlés, en matière de carrière, par le pouvoir exécutif. Ainsi, les magistrats du siège peuvent être sanctionnés directement par le conseil de discipline des magistrats du siège, tandis que le conseil de discipline des magistrats de parquet peut seulement proposer des sanctions à l'égard des magistrats du parquet au Ministère de la Justice.
La collaboration étroite entre pouvoir législatif et pouvoir exécutif est délicate dans l'autre sens aussi. Le pouvoir législatif, en plus de voter les lois, peut faire obstacle aux actions du pouvoir exécutif (à travers une motion de censure, par exemple). À l'inverse, le pouvoir exécutif, selon certaines procédures, peut faire adopter des lois (et non de simples décrets) sans qu'il y ait ratification par le pouvoir législatif (en France à travers la procédure 49-3 par exemple). Certains considèrent toutefois que la procédure 49-3 n'est pas une véritable entorse à la séparation des pouvoirs, car le Parlement a alors la possibilité de censurer le gouvernement en contrepartie de l'impossibilité d'amender le texte présenté. Il ne s'agirait, sous cet angle, que d'une modification des modalités d'application du principe de séparation des pouvoirs. Cependant, le fait que la motion de censure n'ait été appliquée qu'une seule fois en plus de 50 ans, et qu'elle soit restée sans effet du fait de la dissolution de l'Assemblée par le Président, remet en question cet équilibre théorique.
En effet, contrairement à un régime réellement parlementaire où l'exécutif et le législatif ont des pouvoirs de dissolution mutuels, dans le cas de la France c'est le président qui peut dissoudre l'assemblée, alors que l'assemblée ne peut dissoudre que le premier ministre. En cas de désaccord généralisé, dans un régime parlementaire, tout le monde dissout et censure tout le monde, et les électeurs tranchent par les urnes. En France, en cas de désaccord, le Président reste.
De plus, le pouvoir législatif peut détenir le pouvoir judiciaire en ce qui concerne le jugement de l'exécutif. La Haute Cour, qui juge et, le cas échéant, prononce la destitution du président de la République, est composée de 24 parlementaires, tandis que la Cour de Justice de la République, compétente en matière de responsabilité pénale des ministres, est composée de 6 députés, 6 sénateurs et 3 membres de la Cour de Cassation.
Enfin, des contestations ont été soulevées lors de la création d'une commission parlementaire d'enquête concernant l'affaire d'Outreau, puisque, en pratique, ces parlementaires ont remis en cause le travail des juges.
Indépendance des juges :
- Art. 13 de la loi fondamentale des 16-24 août 1790 : « Les fonctions judiciaires sont distinctes et demeureront toujours séparées des fonctions administratives. Les juges ne pourront (…) troubler de quelque manière que ce soit, les opérations des corps administratifs, ni citer devant eux les administrateurs pour raison de leur fonction ».
- Article 5 du Code civil : lois et règlements hors du domaine des juges.
- Articles 130-131 du Code pénal : juges inamovibles protégés contre le pouvoir exécutif.
- Article 127 du Code pénal : prévision des excès de pouvoir de l'autorité judiciaire.

Mais les juges ne forment pas un pouvoir, seulement une autorité.

#### Contre-pouvoirs
- le pouvoir des associations en France ;
- la presse en France : remplit-elle son rôle de contre-pouvoir ?, recul dans le classement des pays pour la liberté de la presse ;
- l'opinion publique en France.

### Suisse
En Suisse, le Tribunal fédéral considère la séparation des pouvoirs comme « un principe du droit constitutionnel fédéral non écrit qui résulte de la répartition des tâches étatiques entre divers organes ».

### Taïwan
Une innovation assez particulière à la théorie de la séparation des pouvoirs est la théorie de la constitution des cinq pouvoirs du gouvernement (chinois : 五權憲法 ; pinyin : Wǔ Quán Xiànfǎ ; litt. « Constitution des cinq pouvoirs ») de Sun Yat-sen. Il s'agit essentiellement d'une combinaison de la séparation des pouvoirs en Occident avec l'ancien système politique chinois pour proposer un système politique aux caractéristiques chinoises.
Sun Yat-sen estimait que dans les pays occidentaux dotés de droits civiques développés, le peuple s'inquiète du fait que le gouvernement ne puisse pas être géré par le peuple, et à quel point la protection contre le gouvernement rend le gouvernement incompétent.
De plus, Sun Yat-sen estime que le parlement dans la démocratie représentative occidentale a trop de pouvoir par rapport à l'agence exécutive et forme souvent une dictature parlementaire.
Sun a critiqué les systèmes électoraux occidentaux pour ce qu'il considérait comme simplement permettre aux riches d'être élus et pour que la plupart des nominations exécutives soient basées sur le népotisme. En outre, le fait que les pouvoirs de nomination et de confirmation appartenaient généralement aux pouvoirs exécutif et / ou législatif, et non à une branche indépendante, ne garantissait pas un niveau élevé de transparence et de responsabilité.
Sun a fait valoir que, dans le constitutionnalisme occidental, la séparation tripartite du pouvoir et les diverses formes de système de contrôle et de contrepoids ne permettaient pas de protéger adéquatement le pouvoir politique souverain individuel contre le gouvernement, et c'était l'une des principales raisons pour lesquelles la transplantation directe des modèles constitutionnels occidentaux avaient continuellement échoué en Chine.
Il a donc proposé d'adopter les forces des trois constitutions de pouvoir que sont l'administration, la législation et la justice dans les pays occidentaux, et d'incorporer les avantages de l'indépendance du pouvoir d'examen et du pouvoir de supervision de la Chine ancienne, pour créer une constitution à cinq pouvoirs avec le concept de séparation des pouvoirs comme concept central. Selon lui, un régime idéal exige que « le peuple possède les droits, et le gouvernement détient les fonctions », et les droits principaux du peuple se divisent en quatre catégories, soit l’élection, la révocation, l’initiative et le référendum.
L'objectif de la constitution à cinq pouvoirs était de donner au peuple le pouvoir de destituer, de créer et d'opposer son veto au gouvernement en plus du droit de vote; de restreindre le gouvernement; d'éviter que le pouvoir exécutif et le pouvoir d'examen entraînent l'usage privé du personnel à des fins personnels comme le "système des dépouilles" et le népotisme et d'empêcher que le pouvoir législatif et le pouvoir de contrôle ne crée une tyrannie du Congrès.
Selon Sun Yat-sen, ce n'est que lorsque les pouvoirs politiques sont entre les mains du peuple, qui a la souveraineté de contrôler directement les affaires de l'État, et que les pouvoirs administratifs sont placés dans des organes gouvernementaux ayant le pouvoir de gérer les affaires de la nation, qu'un gouvernement véritablement démocratique peut être établi.
Le pouvoir d'examen pourra ainsi sélectionner les meilleurs candidats pour devenir fonctionnaires.
Les Corps de l’Examen et du Contrôle ont pour vocation d’être régulateurs de la vie politique.
Elle est actuellement appliquée à Taïwan, étant inscrite dans la Constitution de la république de Chine.

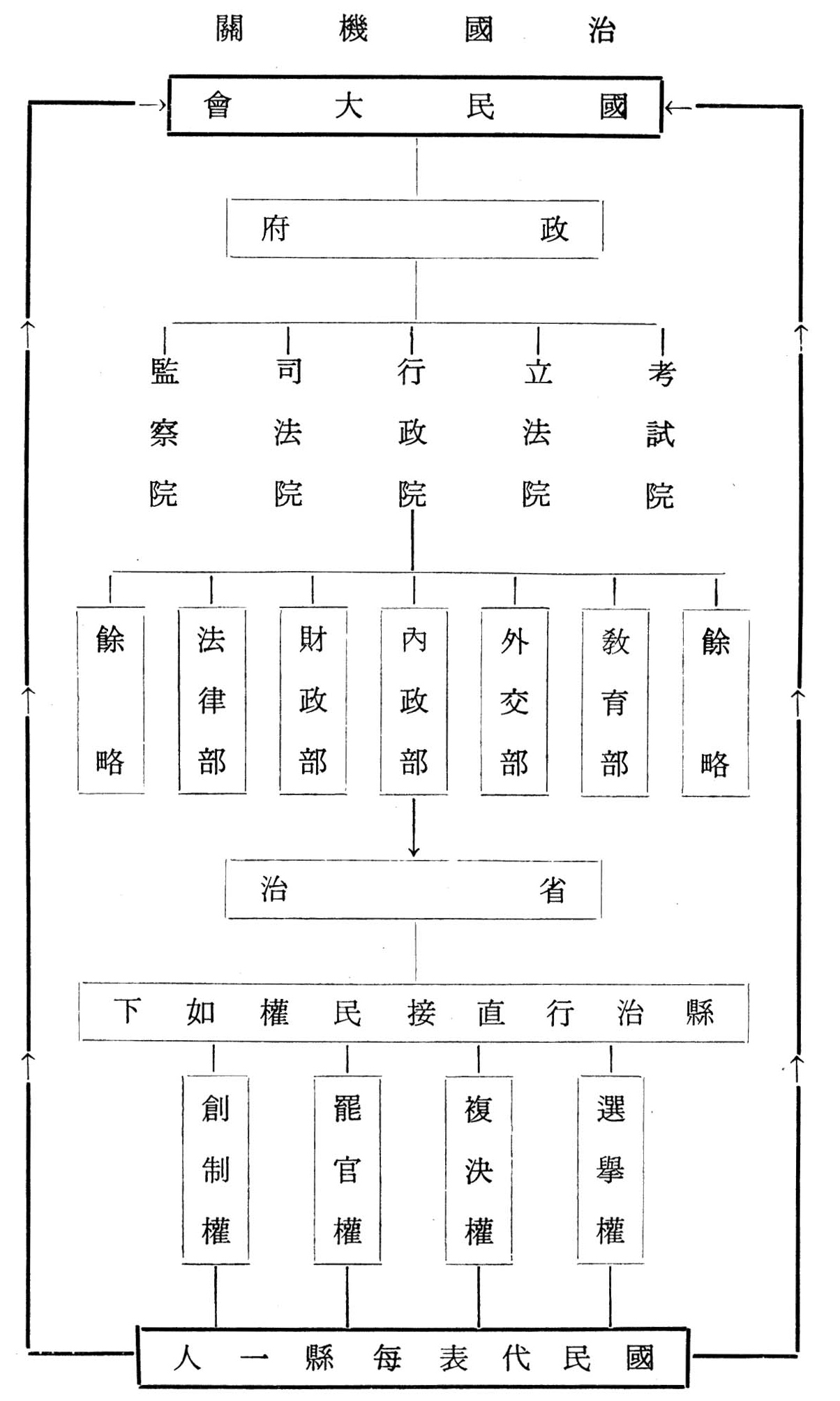
La structure de la constitution à cinq pouvoirs dessinée par Sun Yat-sen dans son discours sur la constitution des cinq pouvoirs

Selon la théorie de Sun Yat-sen de « séparation des cinq pouvoirs », le gouvernement de la République de Chine a cinq branches appelés Yuan :
- le Yuan exécutif - l'organe exécutif bicéphale avec un premier ministre et un président ;
- le Yuan législatif - le Parlement monocaméral ;
- le Yuan judiciaire - la Cour suprême ;
- le Yuan de contrôle - Direction de l'audit, contrôle des comptes publics, ombudsman, héritier du censorat ;
- le Yuan des examens - Gestion du personnel de la fonction publique et ressources humaines, héritier des examens impériaux.
  - Le terme "examen" dans son titre fait non seulement référence à l'examen et à la sélection des fonctionnaires, mais englobe également les questions relatives aux fonctionnaires et à l'administration du personnel, et n'a rien à voir avec l' "examen" dans le secteur de l'éducation.

#### Critiques de l'application taïwanaise de la séparation des cinq pouvoirs
Les relations entre le pouvoir exécutif et le pouvoir législatif sont mal définies. Un exemple des problèmes que cela pose est la paralysie politique presque totale qui se produit lorsque le président, qui n'a ni le pouvoir de veto ni la capacité de dissoudre le Yuan législatif et de convoquer de nouvelles élections, ne peut pas négocier avec le pouvoir législatif lorsque son parti est minoritaire.
Le Yuan d'examen et le Yuan de contrôle sont des branches marginales; leurs dirigeants ainsi que les dirigeants des Yuans exécutif et judiciaire sont nommés par le président et confirmés par le Yuan législatif. Le parlement est la seule branche qui choisit sa propre direction. Le vice-président n'a pratiquement aucune responsabilité.

### Union européenne
Il n'existe pas de séparation des pouvoirs au sens classique dans l'Union européenne. Les fonctions sont partagées parmi les trois institutions principales :
- la Commission européenne : principe de l'initiative des actes communautaires, monopole de l'exécution des actes ;
- le Conseil de l'Union européenne, réunissant les ministres des États-membres ;
- le Parlement européen : partage avec le Conseil le vote, mission de contrôle.

Par contre, la banque centrale européenne a seule le pouvoir d’émission monétaire. À ce titre, elle est théoriquement indépendante du pouvoir politique pour ce qui est le pouvoir de l'argent. Chacune des banques centrales européennes doivent donc emprunter des euros sur les marchés financiers pour contracter leurs dettes souveraines.